# Guarda (Portugal)
Guarda [ˈɡwaɾdɐ]ⓘ es una ciudad y municipio de Portugal situado en la Región estadística del Centro (NUTS II) y la comunidad intermunicipal de Beiras y Sierra de la Estrella (NUTS III), capital del distrito homónimo. El municipio contaba con 40 126 habitantes en 2021, mientras el núcleo urbano de la ciudad tenía 31 224 habitantes en 2006. Está cerca de la frontera con España, a unos 40 km de Fuentes de Oñoro, Salamanca, vía Vilar Formoso. Guarda es la ciudad situada a mayor altitud en Portugal (1056 m) y también es capital de la Comunidad urbana das Beiras. Es una de las ciudades más importantes de la región portuguesa de la Beira Alta. La sierra de la Estrella, la más elevada en Portugal Continental, se sitúa parcialmente en el distrito. La ciudad es servida por trenes nacionales e internacionales en las líneas ferroviarias de la Beira Alta y la Beira Baja.
Guarda es conocida como la «ciudad de las cinco F»: Farta, Forte, Fria, Fiel e Formosa - abundante (o totalmente satisfecha), fuerte, fría, leal y hermosa. La explicación de las cinco F es la siguiente:
- Farta (abundante), debido a la fertilidad de las tierras del valle del río Mondego;
- Forte (fuerte), porque la torre del castillo, las murallas y su situación geográfica demuestran su fuerza;
- Fria (fría), por su cercanía a la sierra de la Estrella;
- Fiel (leal), porque el capitán general de la Guardia del Castillo, Álvaro Gil Cabral, tatarabuelo de Pedro Alvares Cabral, se negó a entregar las llaves de la ciudad al Rey de Castilla durante la Crisis de 1383-1385 y aún tuvo la fuerza para participar en la batalla de Aljubarrota;
- Formosa (hermosa), por la belleza natural del núcleo urbano.[6][7]

## Geografía

### Ubicación
Limita con los municipios de Almeida, Belmonte, Covillana, Celorico da Beira, Gouveia, Pinhel, Manteigas y Sabugal. Se encuentra a una distancia de 37 km de Pinhel (Beira Alta), 42 / 46 km de los pueblos vecinos de Vilar Formoso (Portugal) y Fuentes de Oñoro (Castilla y León, España), 53 km de Covillana (Beira Baja), 56 km de la cima de la sierra de la Estrella (Torre), 71 km de Ciudad Rodrigo (Castilla y León, España), 76 km de Viseo (Beira Alta), 98 km de Castelo Branco (Beira Baja), 152 km de Coímbra (Beira Litoral), 163 km de Salamanca (Castilla y León, España), 198 km de Oporto (Douro Litoral), 320 km de Lisboa (la capital de Portugal), 371 km de Madrid (la capital de España), 426 km de Santiago de Compostela, en Galicia (España), 989 km de Barcelona, en Cataluña (España). Las autopistas A25 (entre Albergaria-a-Velha y Vilar Formoso) y A23 (entre Torres Novas y Guarda) sirven la ciudad.
| Noroeste: Celorico da Beira     | Norte: Pinhel | Noreste: Pinhel  |
| Oeste: Gouveia                  |               | Este: Almeida    |
| Suroeste: Manteigas y Covillana | Sur: Belmonte | Sureste: Sabugal |

### Clima
Guarda tiene un clima mediterráneo Csb (templado con verano seco y templado) según la clasificación climática de Köppen.
| Parámetros climáticos promedio de Guarda, elevación: 1019 m (normales 1981-2010) | Parámetros climáticos promedio de Guarda, elevación: 1019 m (normales 1981-2010) | Parámetros climáticos promedio de Guarda, elevación: 1019 m (normales 1981-2010) | Parámetros climáticos promedio de Guarda, elevación: 1019 m (normales 1981-2010) | Parámetros climáticos promedio de Guarda, elevación: 1019 m (normales 1981-2010) | Parámetros climáticos promedio de Guarda, elevación: 1019 m (normales 1981-2010) | Parámetros climáticos promedio de Guarda, elevación: 1019 m (normales 1981-2010) | Parámetros climáticos promedio de Guarda, elevación: 1019 m (normales 1981-2010) | Parámetros climáticos promedio de Guarda, elevación: 1019 m (normales 1981-2010) | Parámetros climáticos promedio de Guarda, elevación: 1019 m (normales 1981-2010) | Parámetros climáticos promedio de Guarda, elevación: 1019 m (normales 1981-2010) | Parámetros climáticos promedio de Guarda, elevación: 1019 m (normales 1981-2010) | Parámetros climáticos promedio de Guarda, elevación: 1019 m (normales 1981-2010) | Parámetros climáticos promedio de Guarda, elevación: 1019 m (normales 1981-2010) |
| Mes                                                                              | Ene.                                                                             | Feb.                                                                             | Mar.                                                                             | Abr.                                                                             | May.                                                                             | Jun.                                                                             | Jul.                                                                             | Ago.                                                                             | Sep.                                                                             | Oct.                                                                             | Nov.                                                                             | Dic.                                                                             | Anual                                                                            |
| -------------------------------------------------------------------------------- | -------------------------------------------------------------------------------- | -------------------------------------------------------------------------------- | -------------------------------------------------------------------------------- | -------------------------------------------------------------------------------- | -------------------------------------------------------------------------------- | -------------------------------------------------------------------------------- | -------------------------------------------------------------------------------- | -------------------------------------------------------------------------------- | -------------------------------------------------------------------------------- | -------------------------------------------------------------------------------- | -------------------------------------------------------------------------------- | -------------------------------------------------------------------------------- | -------------------------------------------------------------------------------- |
| Temp. máx. abs. (°C)                                                             | 15.2                                                                             | 17.6                                                                             | 23.0                                                                             | 24.5                                                                             | 30.8                                                                             | 33.7                                                                             | 38.3                                                                             | 34.6                                                                             | 36.0                                                                             | 27.0                                                                             | 21.3                                                                             | 15.8                                                                             | 38.3                                                                             |
| Temp. máx. media (°C)                                                            | 6.8                                                                              | 8.6                                                                              | 11.4                                                                             | 12.4                                                                             | 16.4                                                                             | 21.2                                                                             | 25.1                                                                             | 25.0                                                                             | 21.1                                                                             | 15.0                                                                             | 10.0                                                                             | 7.8                                                                              | 15.0                                                                             |
| Temp. media (°C)                                                                 | 4.0                                                                              | 5.4                                                                              | 7.6                                                                              | 8.5                                                                              | 12.0                                                                             | 16.3                                                                             | 19.5                                                                             | 19.5                                                                             | 16.5                                                                             | 11.6                                                                             | 7.5                                                                              | 5.4                                                                              | 11.2                                                                             |
| Temp. mín. media (°C)                                                            | 1.2                                                                              | 2.3                                                                              | 3.7                                                                              | 4.6                                                                              | 7.7                                                                              | 11.3                                                                             | 14.0                                                                             | 13.9                                                                             | 11.9                                                                             | 8.3                                                                              | 5.0                                                                              | 2.9                                                                              | 7.2                                                                              |
| Temp. mín. abs. (°C)                                                             | -10.8                                                                            | -6.2                                                                             | -8.0                                                                             | -3.8                                                                             | -1.8                                                                             | 1.2                                                                              | 4.4                                                                              | 6.0                                                                              | 3.5                                                                              | -0.6                                                                             | -7.5                                                                             | -6.7                                                                             | -10.8                                                                            |
| Precipitación total (mm)                                                         | 104.8                                                                            | 71.2                                                                             | 59.4                                                                             | 86.7                                                                             | 86.3                                                                             | 33.9                                                                             | 18.2                                                                             | 10.4                                                                             | 58.2                                                                             | 107.4                                                                            | 127.1                                                                            | 150.6                                                                            | 914.2                                                                            |
| Fuente: Instituto Português do Mar e da Atmosfera                                |                                                                                  |                                                                                  |                                                                                  |                                                                                  |                                                                                  |                                                                                  |                                                                                  |                                                                                  |                                                                                  |                                                                                  |                                                                                  |                                                                                  |                                                                                  |

### Freguesias
Las freguesias de Guarda son las siguientes:
- Adão
- Aldeia do Bispo
- Aldeia Viçosa
- Alvendre
- Arrifana
- Avelãs da Ribeira
- Avelãs de Ambom e Rocamondo
- Benespera
- Casal de Cinza
- Castanheira
- Cavadoude
- Codesseiro
- Corujeira e Trinta
- Faia
- Famalicão
- Fernão Joanes
- Gonçalo
- Gonçalo Bocas
- Guarda
- Jarmelo São Miguel
- Jarmelo São Pedro
- João Antão
- Maçainhas de Baixo
- Marmeleiro
- Meios
- Mizarela, Pêro Soares e Vila Soeiro
- Panóias de Cima
- Pega
- Pêra do Moço
- Porto da Carne
- Pousade e Albardo
- Ramela
- Rochoso e Monte Margarida
- Santana da Azinha
- Sobral da Serra
- Vale de Estrela
- Valhelhas
- Vela
- Videmonte
- Vila Cortês do Mondego
- Vila Fernando
- Vila Franca do Deão
- Vila Garcia

## Demografía
| Gráfica de evolución demográfica de Guarda entre 1864 y 2021 |
|                                                              |
| Datos según el nomenclátor publicado por el INE portugués.   |

## Topónimo
Durante mucho tiempo los historiadores creían que la civitas Igaeditanorum (Egitania) se localizaba en Guarda, pero más recientemente se ha llegado a la certeza de que esta ubicación fue en Idanha-a-Velha, en Beira Baja. Fue a partir de aquí que el gentílico de "egitaniense", en relación con los nativos de la ciudad, echó raíces. Bordeando las tierras de los igaeditani, al norte de Guarda, estaban las tierras de los lancienses oppidani cuya capital, la civitas Lancia Oppidana, fue referida como que se localizaba a poca distancia de la ubicación actual de Guarda. Esta teoría fue defendida ferozmente por el general João de Almeida (influyente militar portugués, héroe de las campañas africanas, nativo de Guarda), lo que ha llevado a algunos críticos a menospreciarla. Sin embargo, todas las investigaciones siguientes indican su veracidad. Ya el topónimo «Guarda» habrá sido una derivación de una fortaleza con vistas al río Mondego, el Castro Tintinolho, cuyo lugar fue llamado «Ward» por los visigodos.

## Historia

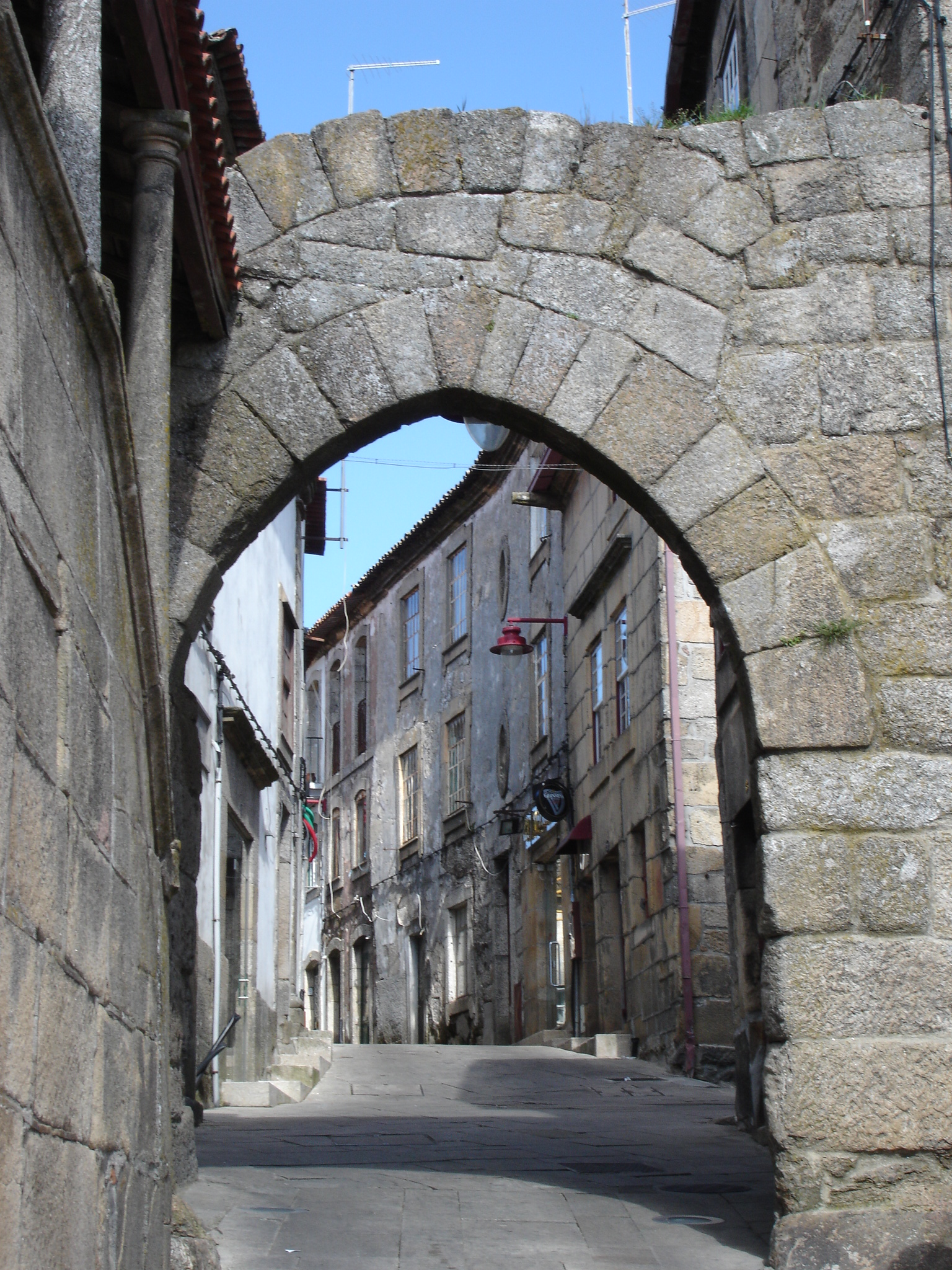
Porta do Sol

### Prehistoria
Hay evidencias de un impacto de un meteorito en la región, al Noreste de Guarda, con cerca de 35 km de diámetro. Algunas pruebas pre-ordovícicas (del período Cámbrico, el más antiguo del Fanerozoico) están presentes.

### Desde el Neolítico hasta la Reconquista cristiana

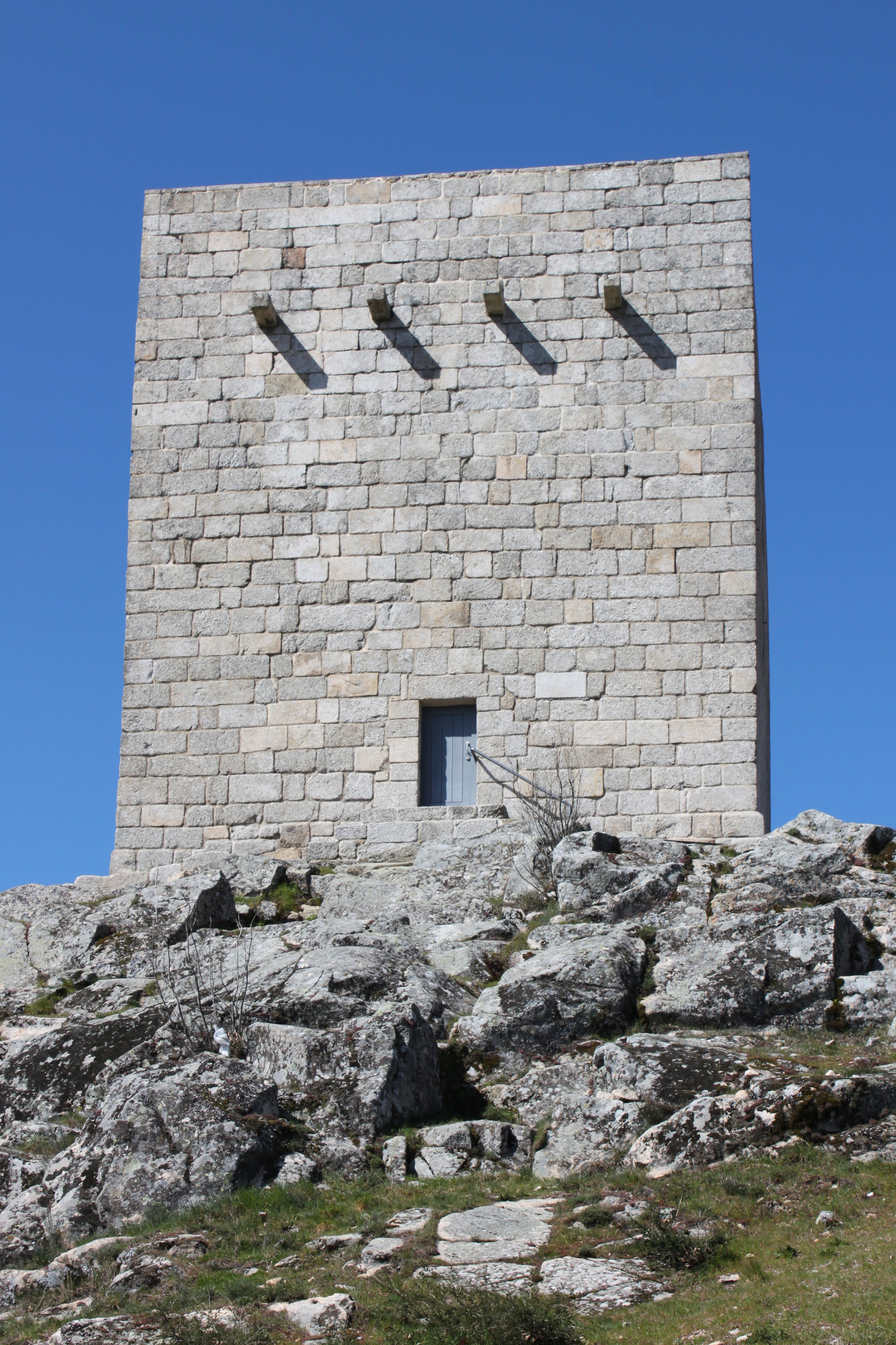
Torre principal del castillo de Guarda

En los primeros siglos de la romanización de la península ibérica, pueblos lusitanos vivían en la región de Guarda. Estos pueblos incluían, a saber, los igaeditani, los lancienses oppidani y los transcudani. Estos pueblos, unidos bajo una verdadera federación, resistieron a la romanización durante dos siglos. A diferencia de los pueblos latinizados, estos pueblos no consumían vino, pero en su lugar, cerveza de bellota. Su arma preferida era la falcata: una espada curva, que rompía fácilmente las espadas romanas debido a su superioridad metalúrgica. Sus dioses paganos también diferían de los romanos. Aún se pueden encontrar algunas inscripciones religiosas lusitanas en algunos santuarios como Cabeço de Fráguas. Se defiende que el ancestral poblado de Castelos Velhos, de la Edad del Hierro, estaba ubicado en la actual ciudad de Guarda.
Si bien existen dudas sobre el lugar de nacimiento, el guerrero lusitano Viriato (heróe de la historia portuguesa hasta la actualidad) pudo haber nacido en la región de Guarda en los «montes Herminios», correspondientes a la actual sierra de la Estrella. Otros historiadores sugieren que él pudo haber nacido más cerca de la costa portuguesa. Su muerte por asesinato hecho por traidores pagados por Cepión, cónsul y militar romano que participó en la Guerra Lusitana, se produjo en Cabeço de Fráguas, en el actual municipio de Guarda, en el 139 o 138  a. C.
Después de la época romana, siguió el período de la ocupación por los visigodos. Más tarde, la región fue ocupada por la civilización islámica y por el Reino de Asturias. Sólo después del proceso de la reconquista cristiana fue concedido su fuero, lo que definitivamente confirmó la importancia de la ciudad y de la región.

### Desde la Reconquista cristiana hasta 1910

#### Dinastía de Borgoña
En 1199 Sancho I de Portugal realizó la transferencia de la diócesis de Egitania a Guarda, a la vez que concedió a la ciudad un fuero que se basaba en el fuero breve de Salamanca. Emplazada en alto, la ciudad tuvo una notable importancia defensiva y estratégica. La judería de la ciudad, que ya tenía cierta importancia allá por el siglo XIII entre las comunidades del reino de Portugal, se encontraba hacia el siglo XV entre las 600 y las 850 personas, y acogió una importante cantidad de judíos expulsados de España en 1492.
En 1202 se creó la diócesis de Guarda, transferida de Idanha, la antigua e importante ciudad romana Egitania, que fue abandonada en gran parte durante el tiempo de las invasiones y guerras contra los moros (musulmanes), ya que, según las leyendas, su situación en la frontera y su difícil localización y defensa la expusieron a ataques militares, por parte de moros y de cristianos. La ciudad de Guarda fue fundada en un lugar mucho más fácil de defender, lo que permitiría que se tomase a Idanha como el puesto principal de Beira Interior.
La primera Catedral de Guarda fue construida en ese mismo año, por iniciativa del obispo D. Martinho y con el apoyo del rey Sancho I. Sin embargo, pocos años después, sería transferida hacia otro lugar en el interior de las puertas de la ciudad, entre los años de 1208 y 1214. Entre 1390 y 1396 se construyó da actual Catedral de Guarda, por iniciativa del obispo D. Frei Vasco después del apoyo concedido por el rel Juan I. La catedral después fue ampliada entre 1397 y 1426, entre 1435 y 1458, y entre 1504 y 1517.
El rey Dionisio y la reina Isabel estuvieron en la región de Guarda después de su matrimonio, realizado el 11 de febrero de 1281 en el Palacio Real de Barcelona. Allí estuvieron entre noviembre de 1281 y finales de julio de 1282, particularmente en la villa de Trancoso. El rey firmó las "Costumbres de Guarda" que consistían de cartas del rey Dionisio en relación con las apelaciones de los residentes de las aldeas y granjas bajo la jurisdicción eclesiástica del obispo, sobre los ingresos de 1100 libras que el condado arrendó a Alfonso, conde de Bolonia, y también sobre el conflicto que existía entre los habitantes de Vela y los habitantes de Guarda (1311, 1315, 1321). Allí el rey Dionisio I preparó también la guerra con Castilla, la cual sería resuelta a través del Tratado de Alcañices. En 1282, el rey Dionisio realizó las primeras Cortes de Guarda.

#### Interregno de 1383-1385yDinastía de Avis

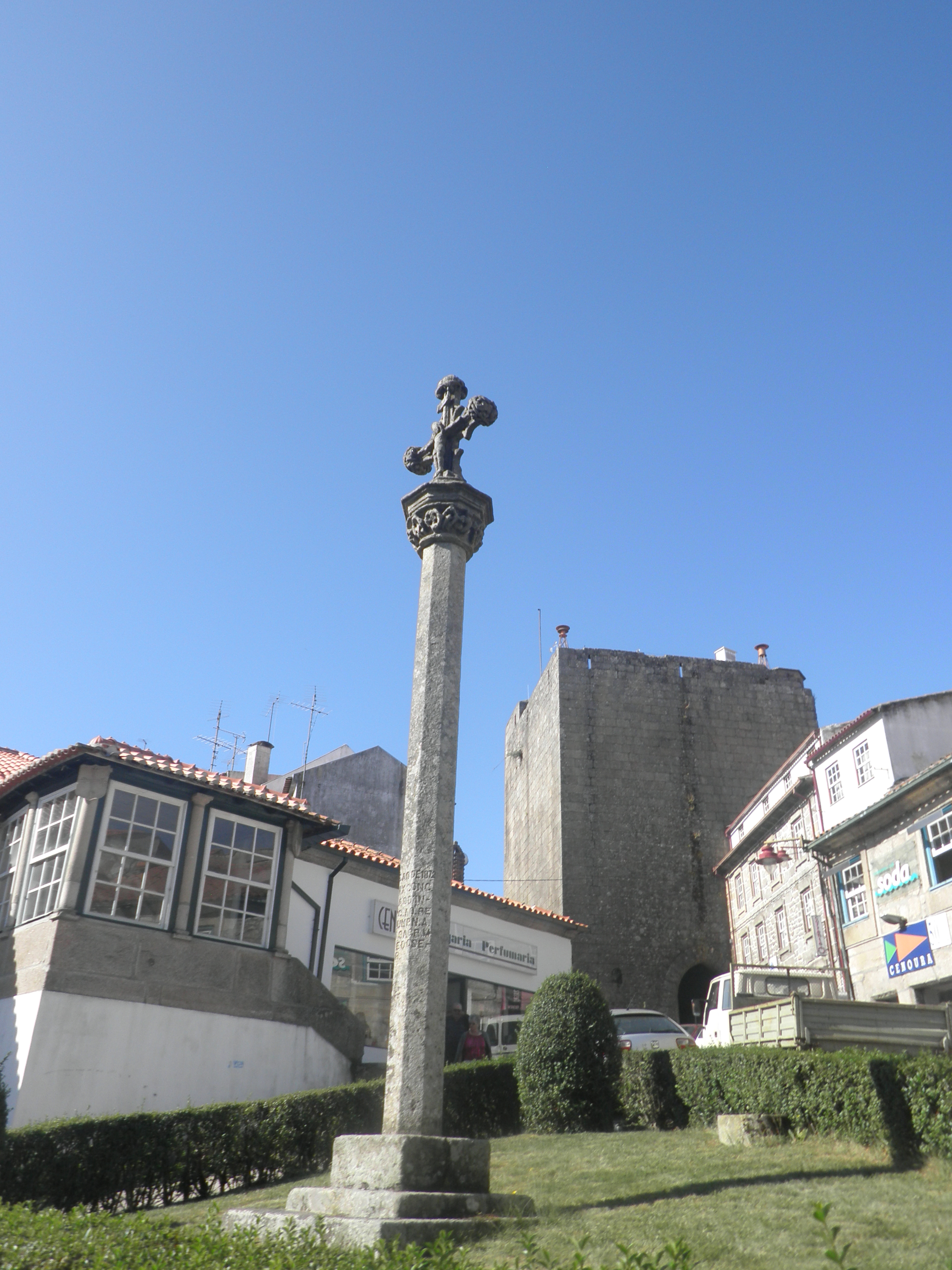
Crucero de Guarda

En 1371, concedió en Guarda una "tierra de refugio" para los "humanizados", que eran las personas condenadas por asesinato, a quienes el rey perdonaba ciertos delitos o faltas, con el objetivo de que ellos se establecieran en las tierras cercanas a las fronteras. En 1383 fue creado en la ciudad un colegio para estudiantes pobres por el obispo Afonso Correia II, asociado con la escuela episcopal de Guarda, existente desde (al menos) el siglo XIII.
En 1465 el rey Alfonso V realizó nuevas Cortes en Guarda, donde se prohibió que los jueces de la Cámara Civil desembarguen hechos relacionados con la ciudad de Lisboa y cuyas resoluciones eran competencias exclusivas del rey. En 1475, el príncipe Juan (futuro rey Juan II) condujo un Consejo en Guarda para reunir a las tropas que participarían en la Batalla de Toro, dentro del transcurso de la Guerra de Sucesión Castellana. En los años 90 del siglo XV, cuando la expulsión de los judíos de España ocurrió, Guarda recibió nuevos habitantes para su comunidad judía, que traerían una nueva vida al comercio en esta zona fronteriza. En 1493, el nacido y residente en Guarda, Rui de Pina planeó el Tratado de Tordesillas y partió en una misión diplomática a Castilla. En 1496 y 1497, durante el reinado de Manuel I, se ordenó la conversión o expulsión de los judíos, lo que llevó a la aparición de los llamados cristianos nuevos (o marranos), y así como a la expulsión de los moros, dando lugar a la aparición del cripto-judaísmo en la región. En el 22 de octubre de 1536 empezó la Inquisición, y fue puesta en marcha la persecución contra los hindúes (en la India Portuguesa), los musulmanes y los judíos. Las persecuciones fueron también puestas en marcha en Guarda, particularmente a partir de 8 de junio de 1564, cuando fue dada la autorización a D. Ambrosio Capelo, inquisidor de Guarda, para conducir la inquisición en las diócesis de Guarda y Lamego.

#### Crisis dinástica de 1580

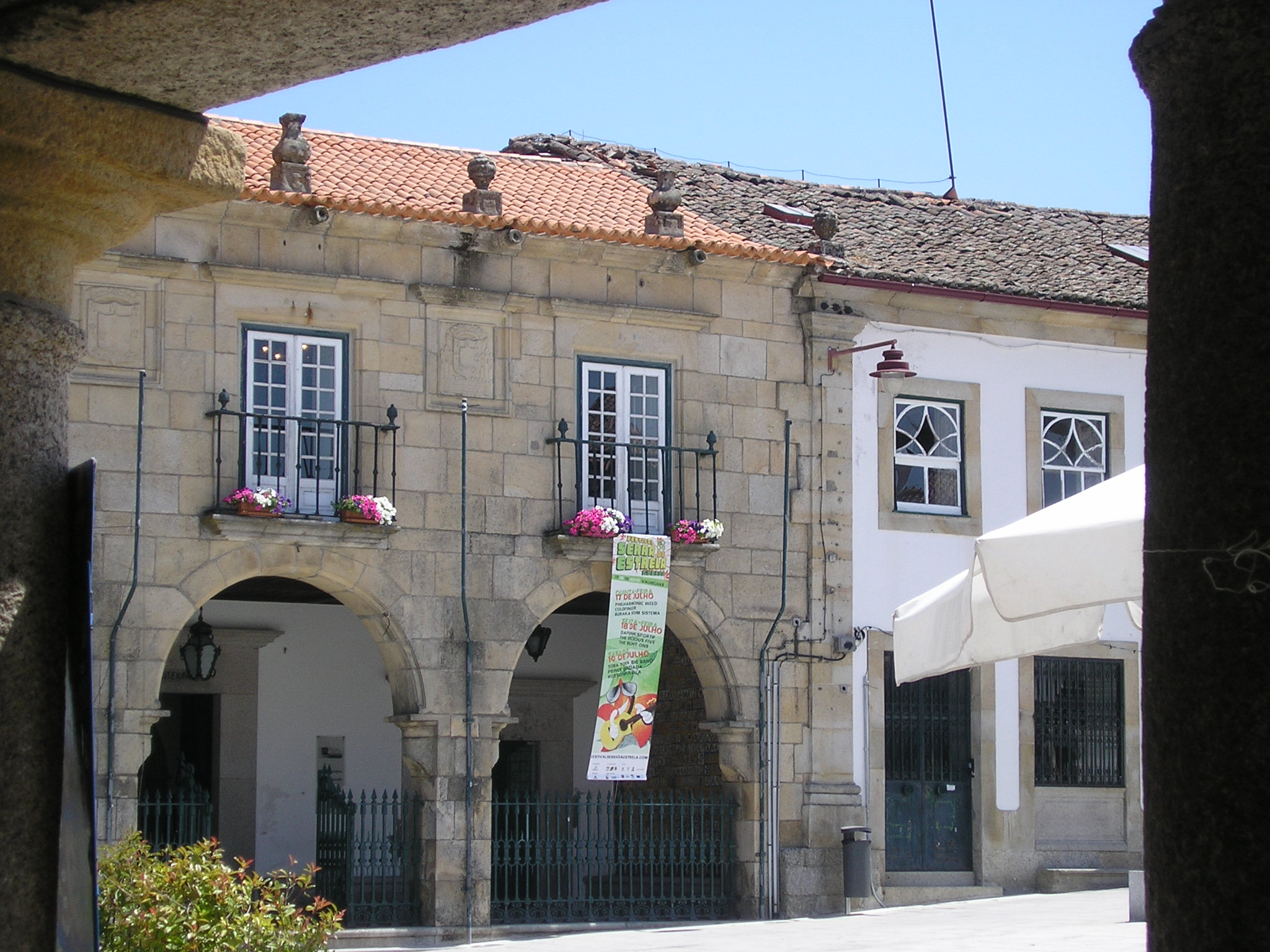
Antiguo edificio del ayuntamiento de la ciudad de Guarda del

En 1580, durante el curso de la crisis dinástica de 1580, el obispo de Guarda, D. Juan, tomó partido por la independencia de Portugal y se opuso a la dominación filipina. El obispo luego resistió al desenlace de Batalla de Alcántara y continuó tomando partido por Antonio, prior de Crato, al contrario de todos los otros obispos portugueses.
El 18 de marzo de 1582, el Papa condenó los "excesos" cometidos por D. Juan, obispo de Guarda, y él murió en 1592 bajo el dominio de Felipe II de España (Felipe I de Portugal).

#### Dinastía filipina
El 21 de septiembre de 1597, se celebró el sínodo en que se iniciaron nuevos estatutos o constituciones del obispado de la ciudad, con el fin de dar cabida a los decretos del Concilio de Trento, en el contexto de la contrarreforma de la Iglesia católica.

#### Dinastía de Braganza

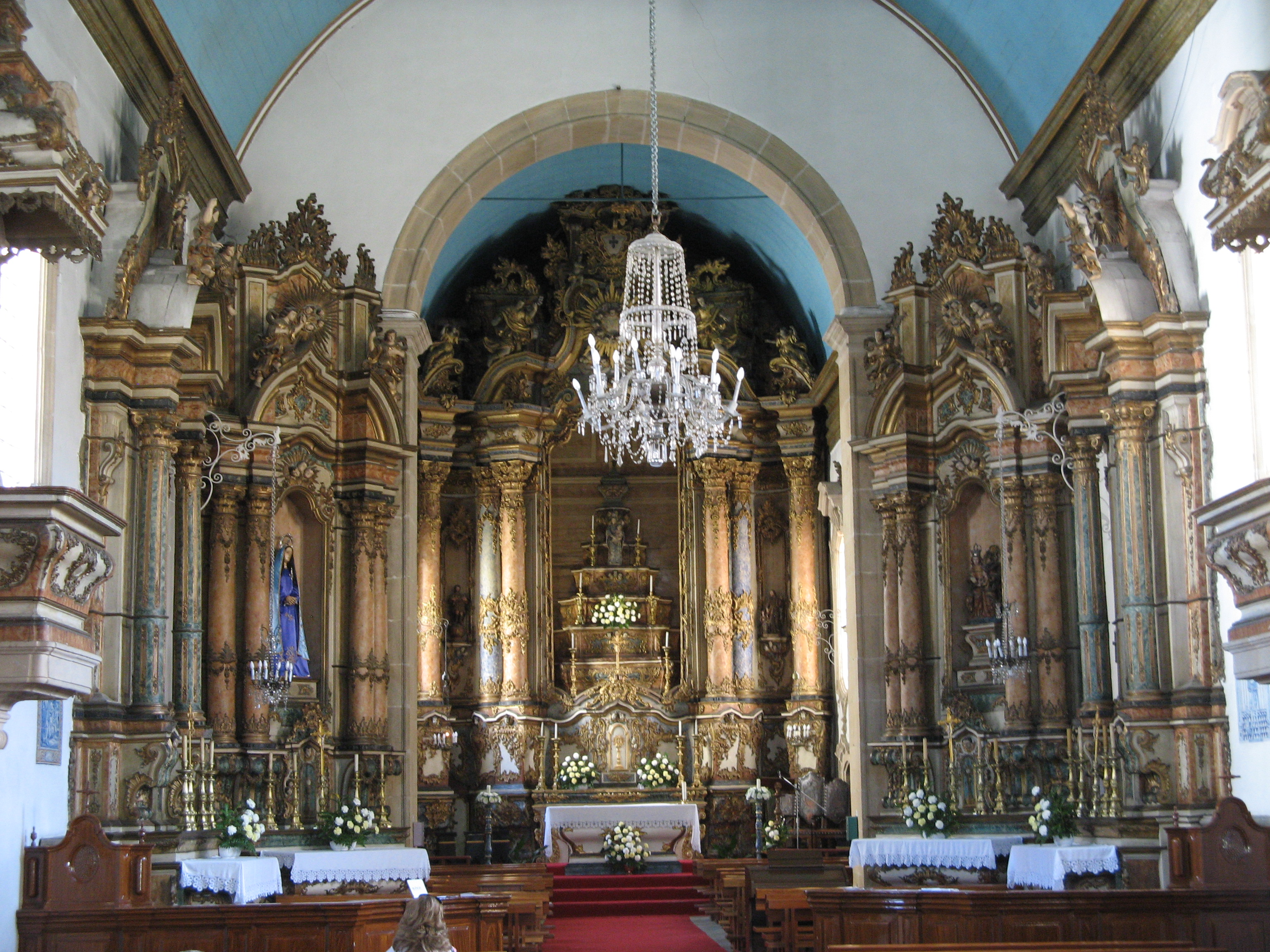
Interior de la Iglesia de la Misericordia

En 1655 se intensificó la explotación de minas de estaño en Guarda. En 1674, tuvo lugar el sínodo diocesano de Guarda, con el fin de regular los diezmos. Entre 1728 y 1730, el médico guardense Simón de Castro fue condenado por la inquisición en la ciudad, por acusaciones de judaísmo. Como resultado, se refugió en la India portuguesa, donde se estableció desde 1734.
En 1762-1763 la región de Guarda fue invadida por las fuerzas españolas, durante la Guerra de los Siete Años, y varios pueblos de la zona fueron ocupados por España, incluyendo Almeida. Este pueblo fue devuelto a Portugal en 1763, después del tratado de paz firmado en París. En 1801, el Marqués de Alorna construyó búnkeres en Guarda, contra los ataques de bombas, tras el deterioro de las relaciones diplomáticas con España. Ese mismo año, fue demolido el primer tramo de las murallas, por órdenes del Alorna Marqués, con el fin de volver a utilizar su piedra en la construcción de un fuerte en el pueblo vecino de Vale de Estrela, al oeste de la ciudad. Como resultado de la invasión napoleónica de Portugal, con tropas comandadas por el general francés Loison, se produce en Guarda una revuelta en 21 de junio de 1808, después del traslado de la corte portuguesa a Brasil como consecuencia de estas invasiones. El 22 de marzo de 1811, el general francés André Masséna decidió concentrar el ejército francés en torno de Guarda y Belmonte, lejos de las fortalezas de Ciudad Rodrigo y Almeida. El 3 de abril del mismo año, en la batalla de Sabugal, el militar británico Wellington ganó contra el general Jean Reynier, y obligó a Masséna a salir de Portugal. Después de las devastaciones particularmente severas causadas en la Diócesis de Guarda y su vecina Diócesis de Pinhel (actualmente también en el distrito de Guarda), estas dos diócesis fueron, en Portugal, hasta agosto de 1811, la tercera y la cuarta más beneficiadas por las donaciones a las víctimas de la tercera invasión francesa de Portugal conducida por Masséna, justo detrás de Leiría y Lisboa.
En 1829, durante una ola de frío, se informó en Guarda que las temperaturas habían caído a unas suficientemente bajas para congelar los huevos, el aguardiente y otras cosas que sólo se congelan con un frío muy intenso. En 1835, fue destruido otro tramo de la muralla, entre la torre del homenaje y Porta Nova (Nueva Puerta), y su piedra fue utilizada en la construcción del nuevo cementerio público. En 1855 se fundó el Liceo de Guarda. En esta institución estudiaron personajes famosos relacionados con la literatura y otras áreas intelectuales en Portugal, incluyendo Vergílio Ferreira (escritor galardonado con el Premio Camões), Eduardo Lourenço (ensayista y filósofo) y Augusto Gil (poeta neorromántico) En 1868, durante el reinado de Luis I se comenzó a publicar de Guarda O Egytaniense, que fue uno de los primeros periódicos en Guarda y, probablente, el primero periódico de la ciudad. La Asociación Humanitaria de Bomberos Voluntarios Egitanienses (la cual, hoy, es más conocida como "Bomberos Voluntarios de Guarda"), fue fundada en 1876 por iniciativa de un grupo de guardenses preocupados por la falta de un cuerpo de bomberos en la ciudad. En 1881, la Diócesis de Pinhel (incluyendo, a saber, Almeida) fue extinta e incorporada en la Diócesis de Guarda. En 1882 se inauguró (con la presencia del rey Luis I y de la familia real) la línea ferroviaria de Beira Alta, que unía la ciudad costera de Figueira da Foz y Vilar Formoso, en la frontera con España, parando en la estación ferroviaria de Guarda. Actualmente es la principal conexión ferroviaria entre Portugal y el resto de Europa. En 1893, se completó una segunda línea ferroviaria con la estación terminal en Guarda (la línea de Beira Baja), conectando esta ciudad y Abrantes, en Ribatejo. El 1 de enero de 1899 se introdujo la iluminación eléctrica en Guarda, siendo así una de las primeras ciudades portuguesas que fue electrificada. En 1897 se fundó, en la ciudad, la "Escola Normal" (Escuela Normal) para la formación de profesores de la enseñanza secundaria. En mayo de 1907, con la presencia del Rey D. Carlos y de la reina D. Amelia, se inauguró en la ciudad el Sanatorio Sousa Martins, el primero de ese tipo que ha sido introducido por la Asistencia Nacional a las víctimas de la tuberculosis.

### Primera República,Estado NuevoyTercera República

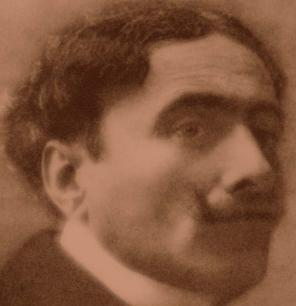
El poeta guardense Augusto Gil

Después de la implementación de la república en Portugal, en 1910, surgirían en todo el Distrito de Guarda, con especial concentración en Guarda y Seia, periódicos que mayoritariamente asumirían claramente los ideales republicanos para fines de propaganda. Estos constiturían una fuente de extrema importancia para la reconstrucción de la historia reciente de las diversas comunidades del Distrito durante la implementación del régimen republicano.
El legendario poeta guardense Augusto Gil falleció el 26 de febrero de 1929, ya en la época de la dictadura militar. Después de las convulsiones políticas y militares y la crisis económica, en gran parte causadas por la decisión sobre la participación de Portugal en la Primera Guerra Mundial, ocurre el golpe militar del 28 de mayo de 1926, que conduciría a una dictadura de 48 años, militar hasta mediados de los años 30, y después civil, hasta 1974. Mientras, el único momento en que la dictadura de Salazar (aliado de Franco en España) fue amenazada, ocurrió en 1958 cuando el general Humberto Delgado decidió presentarse a las elecciones presidenciales, proponiendo la dimisión de Salazar. En la noche del 24 de abril de 1974, el capitán Augusto José Monteiro Valente, del Regimiento de Infantería de Guarda, arrestó a su comandante y se unió al Movimiento de las Fuerzas Armadas (MFA) que al día siguiente iba a derribar el régimen dictatorial de Salazar y Caetano en la Revolución de los Claveles, siendo descrito como uno de los más brillantes y más comprometidos militares portugueses en esta revolución.
En 1942 se abrió el primer hotel en la ciudad de Guarda, el "Hotel Turismo" activo hasta el día de hoy, y un símbolo icónico del turismo en esta ciudad.
En 1963, comenzaron a trabajar en Guarda, las Industrias Lusitanas Renault (fábrica de automóviles), que estarían activas hasta 1987, produciendo de 189.461 vehículos de los modelos de Renault 4, Renault 5, Renault 6, Renault 8, Renault 10, Renault 12, Renault 16 y Renault Trafic. Luego vino "Delco Remy" y después "Delphi (Autopeças)", hasta el cierre de esta multinacional estadounidense en diciembre de 2010. En 1965 se creó la Escuela de Enfermería de Guarda (ahora conocida como Escuela Superior de Salud), que más tarde, en el año 2001, sería integrada en el Instituto Politécnico de Guarda. En 1980 fue creado el Instituto Politécnico de Guarda, que iniciaría sus actividades académicas en el año 1986, a través de la Escuela Superior de Educación y, al año siguiente, de la Escuela Superior de Tecnología y Gestión. En 1999, sería creada también, en este instituto, la Escuela Superior de Turismo y de Telecomunicaciones, en la ciudad vecina de Seia.

## Patrimonio
- Catedral de Guarda

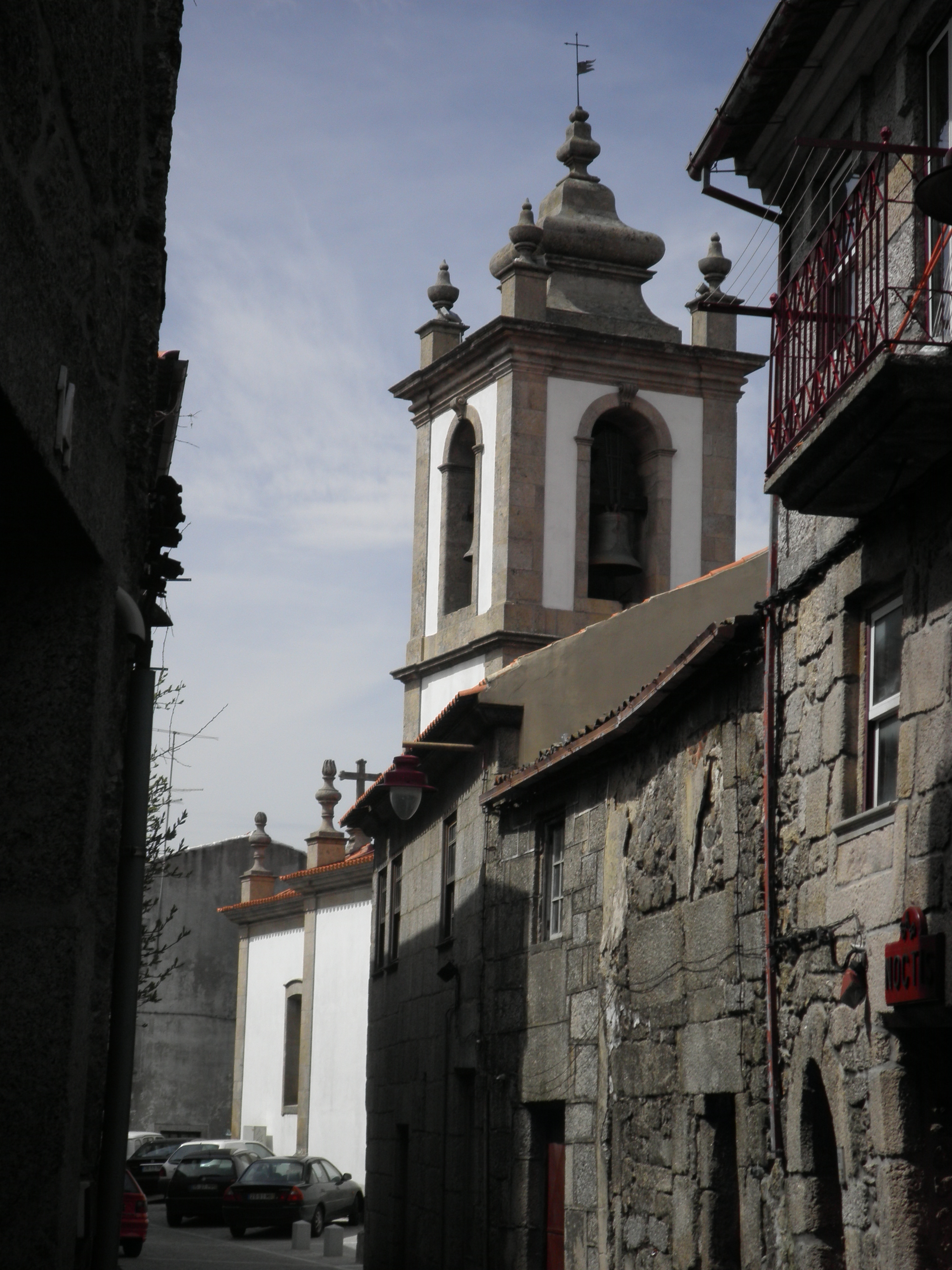
Calle medieval con la Iglesia de San Vicente al fondo

Se trata de un templo medieval construido en estilo gótico y manuelino. Su restauración, llevada a cabo por el arquitecto Rosendo Carvalheira, tuvo lugar entre 1899 y 1921.
- Castillo de Guarda

El castillo fue declarado Monumento Nacional el 16 de junio de 1910. Su construcción, supuestamente sobre un castro romano-lusitano del siglo I, se produjo entre los siglos XII y XIV.
- Antiguo Palacio Episcopal de Guarda (actual Museo de Guarda)
- Anta de Pêra do Moço (monumento megalítico)
- Torre de los herreros (ferreiros) (parte de las murallas medievales)
- Convento de San Francisco de Guarda o Convento del Espíritu Santo
- Capilla de Nuestra Señora de Mileu
- Yacimiento arqueológico de Póvoa do Mileu
- Fuente de Dorna
- Iglesia de San Vicente
- Iglesia de de la Misericordia
- Crucero o picota (pelourinho) de Guarda
- Castro do Jarmelo (lugar construido en la época pré-romana)
- Paços do Concelho, antiguo ayuntamiento
- Castro de Tintinolho, lugar importante en las guerras entre lusitanos y romanos
- Solar na Rua do Encontro (casa construida en el siglo XV o XVI, que a finales del siglo XVII se enriqueció en su fachada, con un elemento innovador que transformó el aspecto de la habitación, el cual le otorgaba un estatus de nobleza a la familia que vivía allí.)
- Casa das Chaves Bandarra (Casa de las llaves Bandarra), en la Calle Sancho I
- Fuente (Chafariz) de la Alameda de Santo André

## Economía
Los principales sectores económicos de Guarda son: turismo, textiles, industria de hilos y cables eléctricos para fabricación de automóviles y para industrias energéticas, procesamiento de madera, de vidrio, de mármol y de granito, metalurgia, fabricación de aluminio, productos químicos, persianas, embutidos, panadería y de pasteles, industria de lechería, así como las empresas de construcción. También se destacan las actividades de artesanía y las actividades agrícolas y agro-ganaderas en el entorno rural del municipio.

## Cultura

### Gastronomía

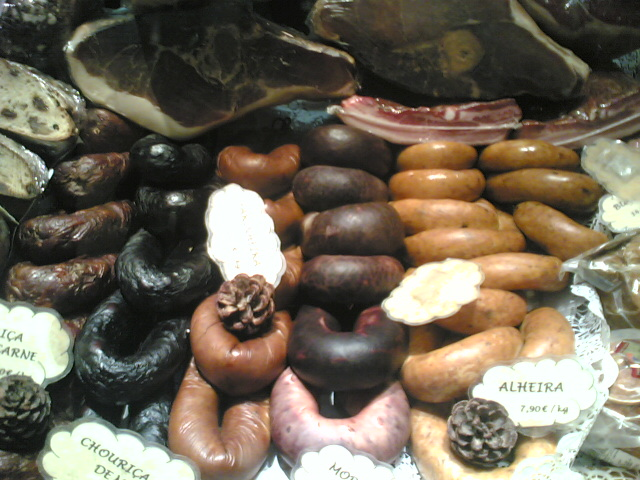
Embutidos tradicionales en la región de Guarda

La gastronomía de Guarda se asocia con la gastronomía de la Sierra de la Estrella. Algunos platos típicos más destacados son los siguientes: cordero asado, arroz con pato a la manera de Guarda y el bacalao Lagareiro, que se puede encontrar fácilmente en los restaurantes de cocina regional. La gastronomía de la ciudad incluye una amplia gama de platos a base de carne, dada la ubicación geográfica de la ciudad, así como de los terrenos circundantes, que son propicios para el pastoreo. También hay una gran variedad de platos de pescado procedentes de flujos de agua dulce. El bacalao es la excepción, ya que su proceso de conservación (por secado) siempre ha permitido su consumo en tierras lejanas al mar.
El cerdo ocupa un lugar importante en la gastronomía local, con un sinnúmero de platos confeccionados con este tipo de carne. Se pueden destacar el jamón curado en sal de mar, así como las carnes típicas locales curadas (morcilla, farinheira y chorizo), como los callos con verduras. Otras carnes comunes son el cordero, cabra, vaca y carnes blancas. El arroz de carquesa también es un plato muy típico en la ciudad y la región.
En el momento de la temporada de caza se pueden comer platos únicos, como el arroz de liebre "malandrinho", o el jabalí con frijoles.
En el otoño, son populares el guiso de setas comestibles (champiñones) de Trancoso, y la sopa de castañas (también se puede comer cocida, hervida o dulce).

### Deportes
El principal club de fútbol de la ciudad es Guarda Unida, que participa en la primera división distrital en la temporada 2014-2015. Otros clubes y asociaciones de este tipo en la ciudad, incluyen el Club de Montañismo de Guarda, fundado en 1981, el Centro de Deporte, Cultura y Solidaridad Social de Pinheiro, integrado en la Asociación de Atletismo de Guarda, el CSS – Associação de Desenvolvimento Carapito S. Salvador y el Grupo Deportivo y Recreativo de Lameirinhas, dedicado al fútbol sala.

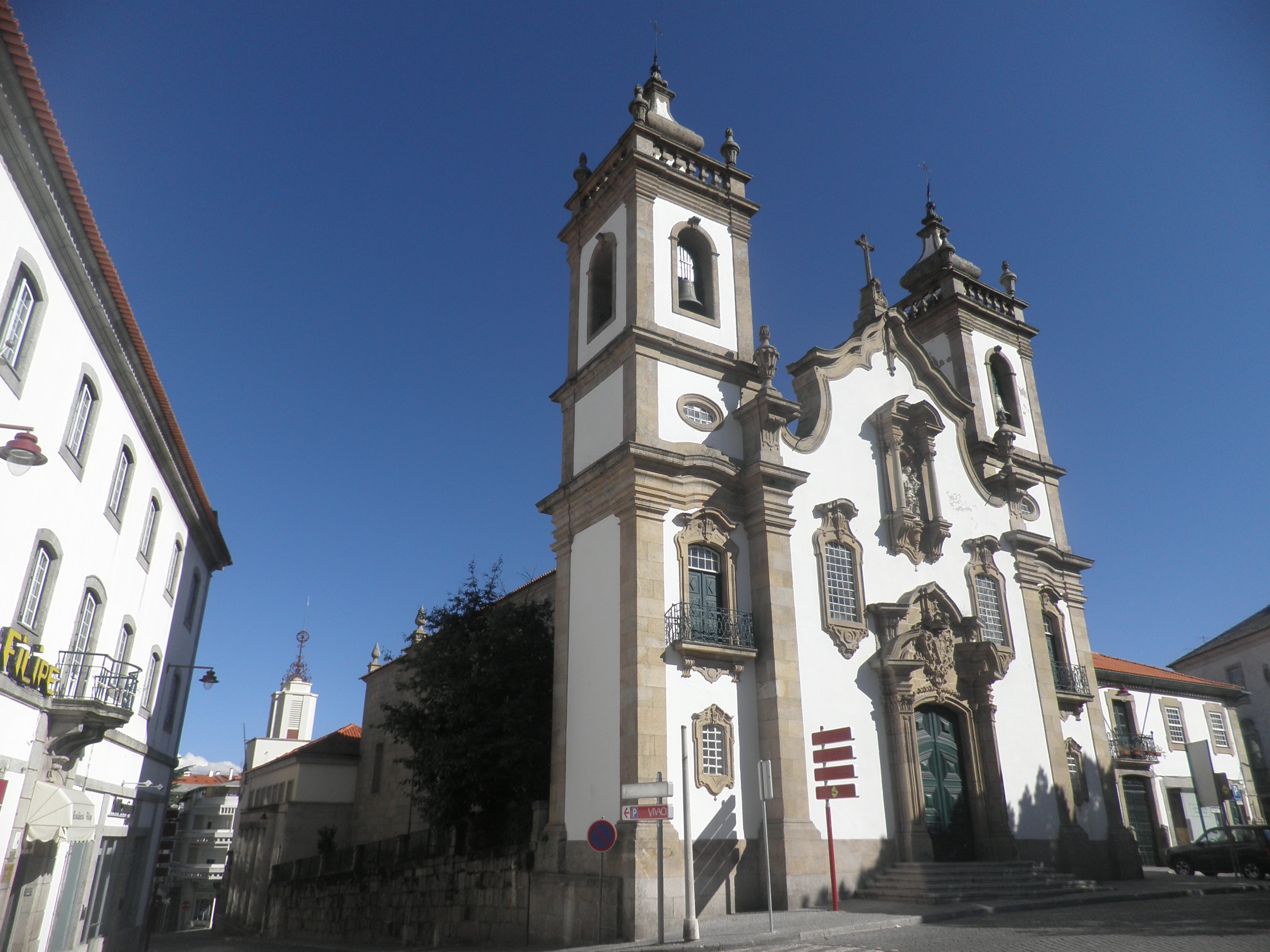
Iglesia de la Misericordia, originalmente construida en el siglo XVI; actual edificio del siglo XIX.
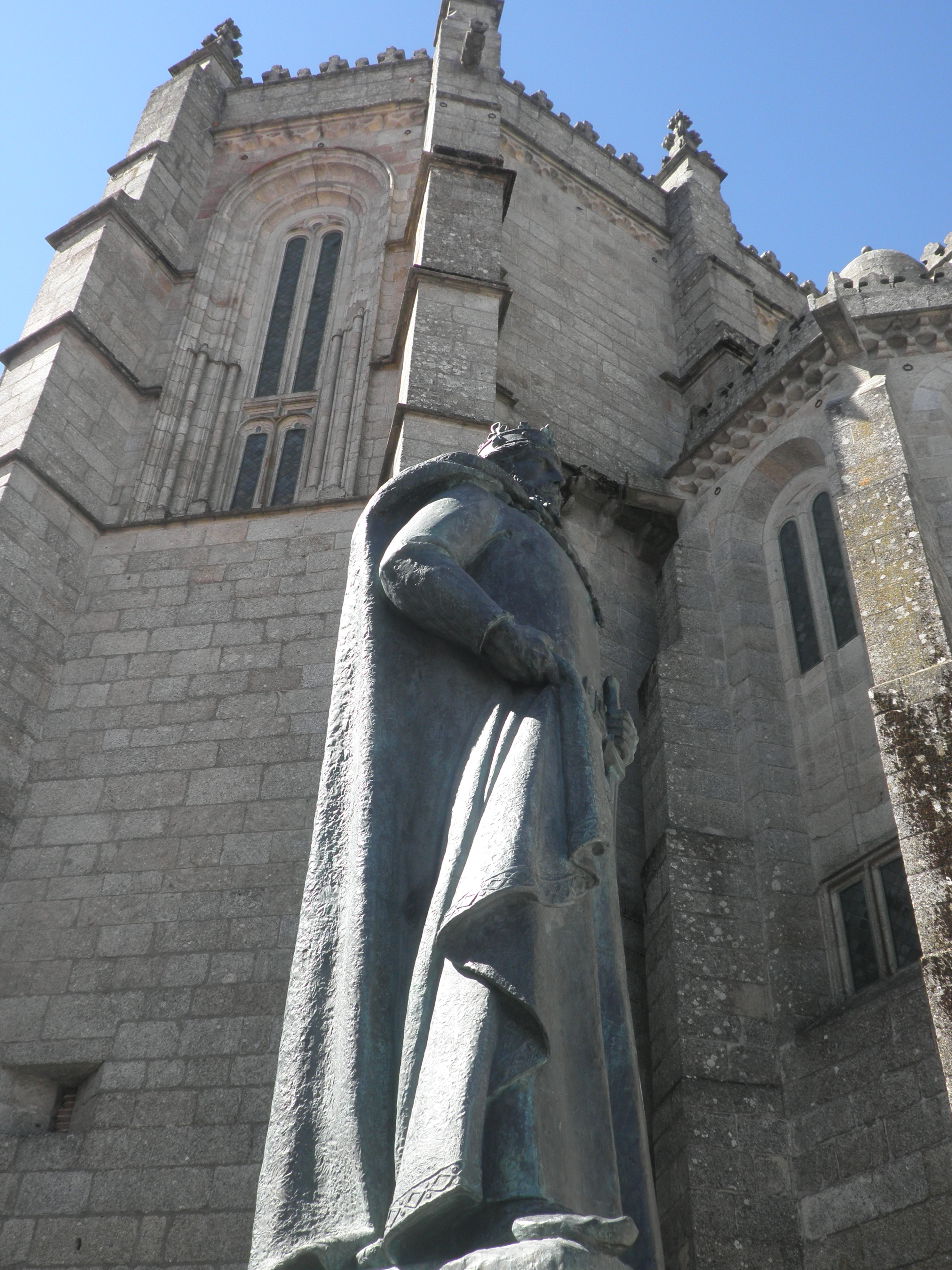
Estatua del rey Sancho  delante de la Catedral de Guarda.
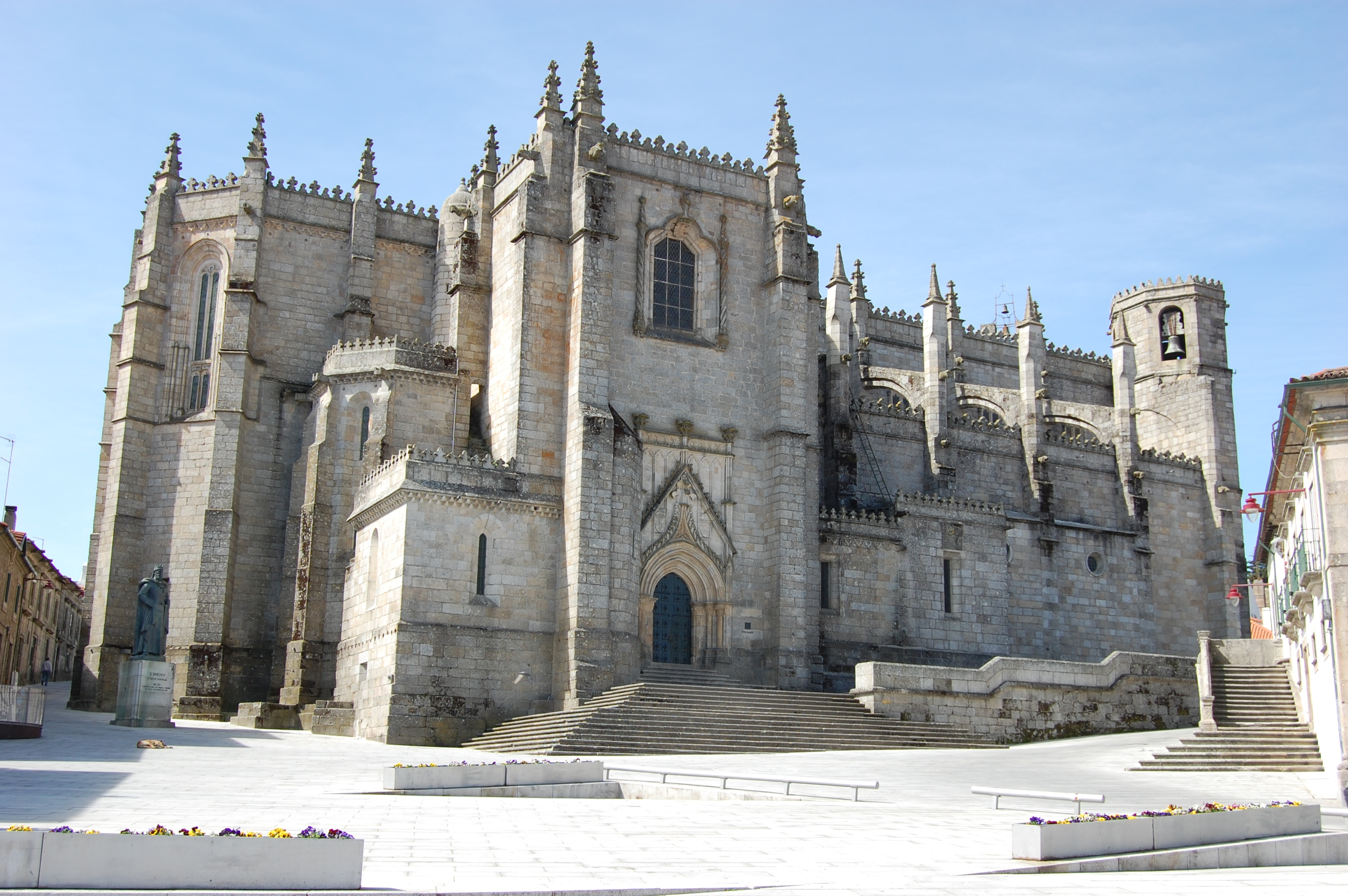
Catedral de Guarda.
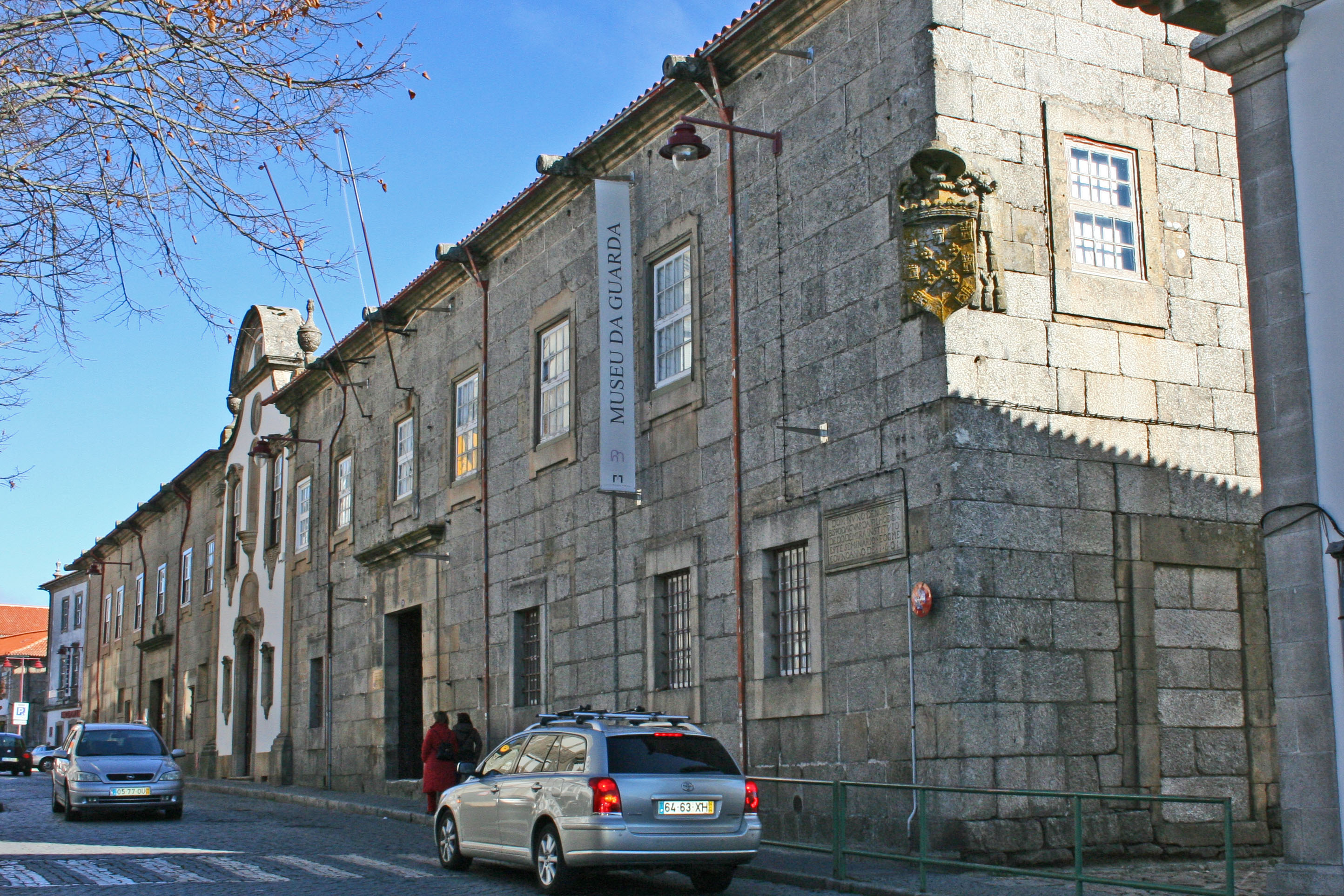
Antiguo Palacio Episcopal de Guarda y Seminario.
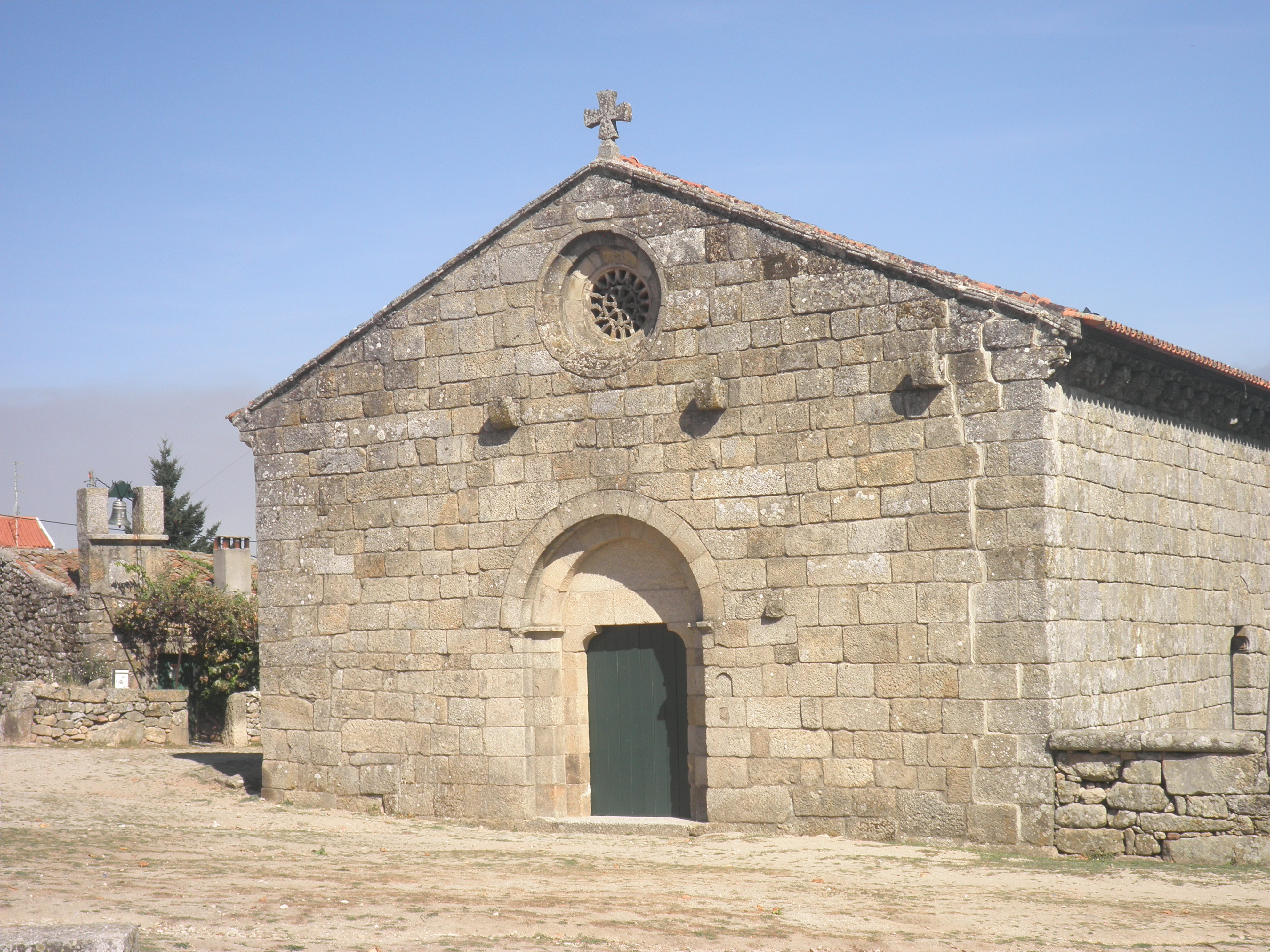
Capilla de Mileu, en la zona baja de la ciudad.
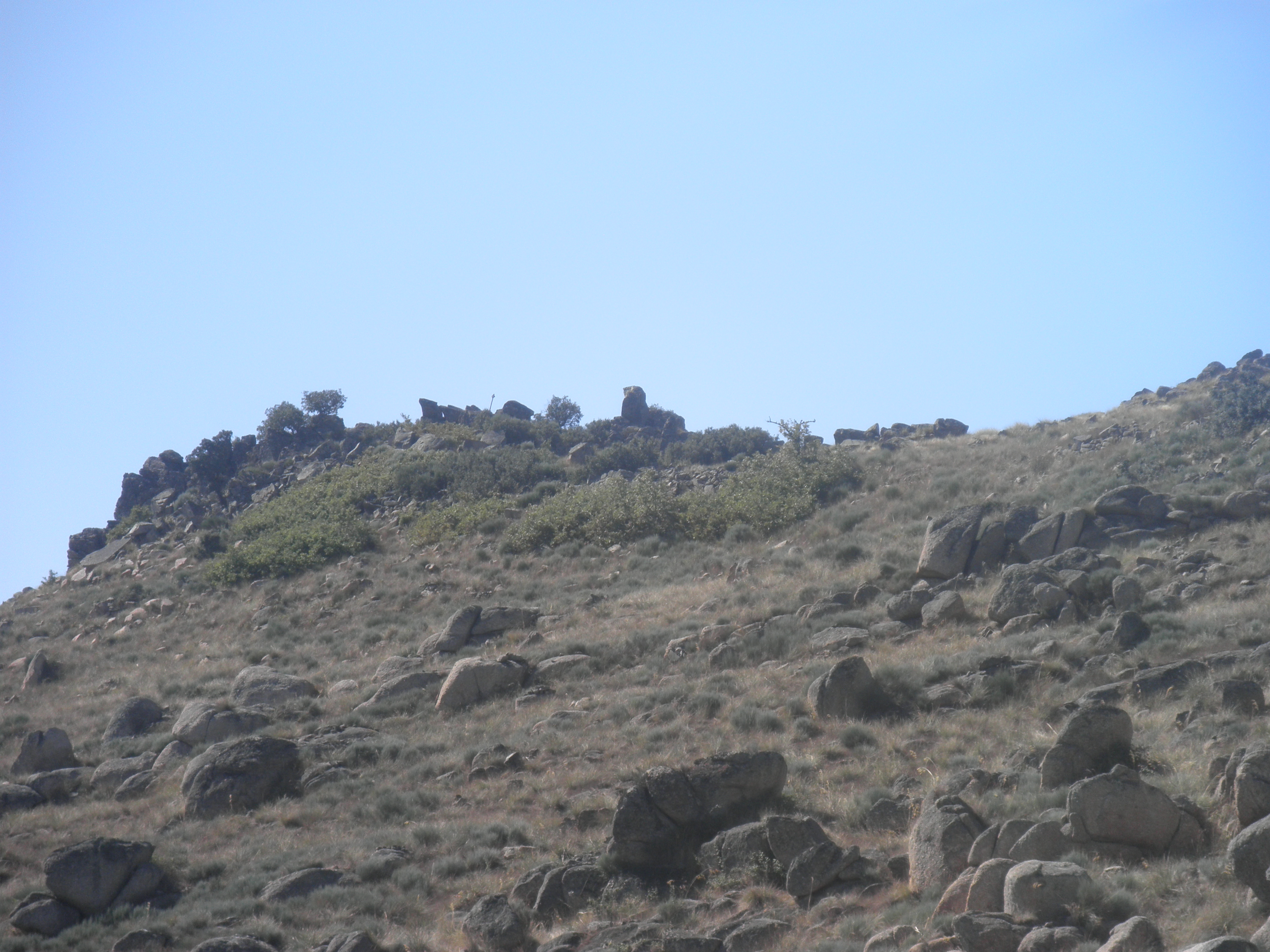
Cabeço das Fráguas, lugar donde se cree que deriva el nombre de la ciudad, a partir de palabra visigoda "Ward".
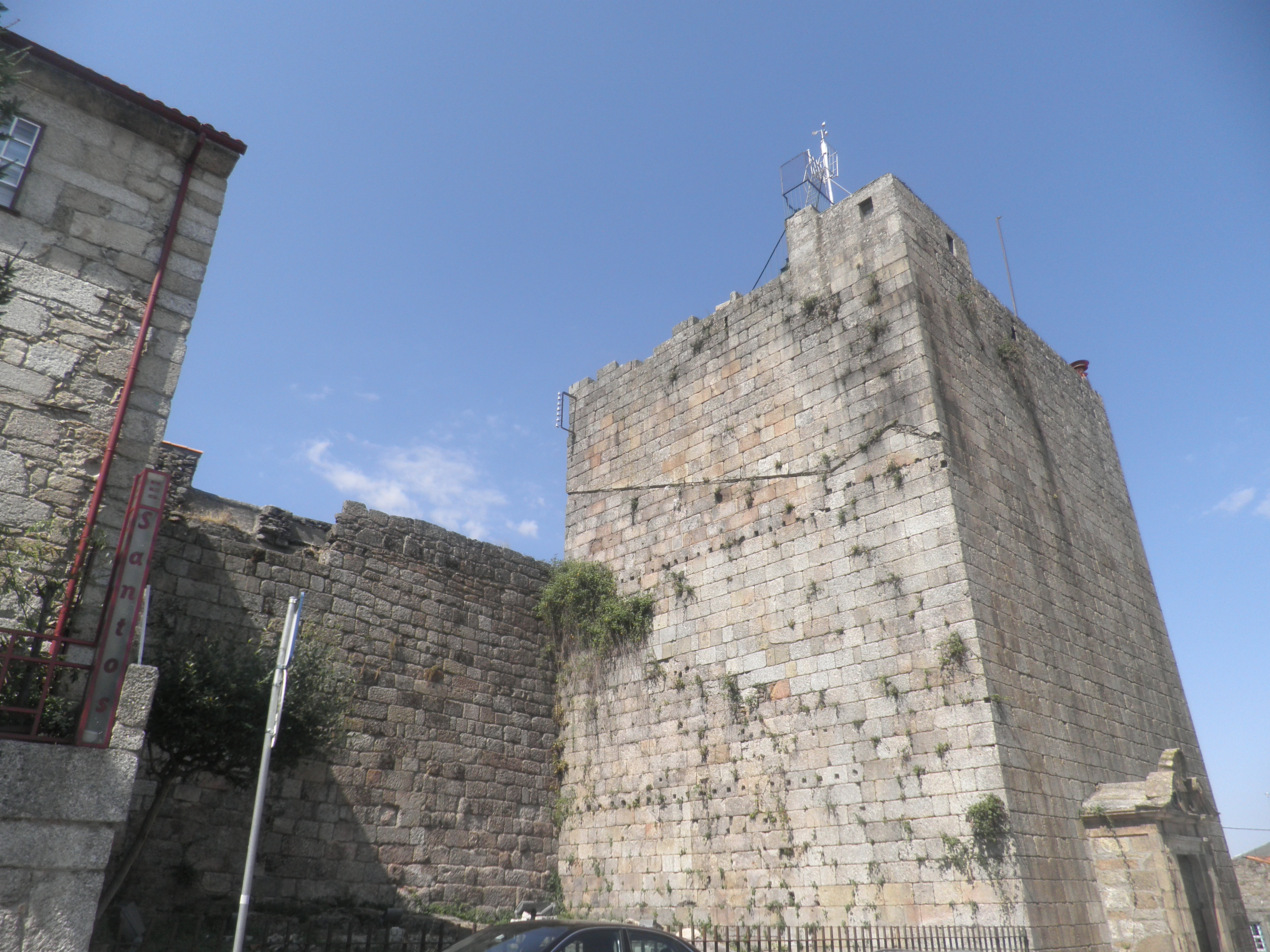
Torre de los herreros - Torre con un portal de piedra y un pasaje de entrada. La pared, las puertas y la torre del homenaje demarcan los límites de la ciudad medieval. Esta torre es uno de los accesos dentro de las murallas.
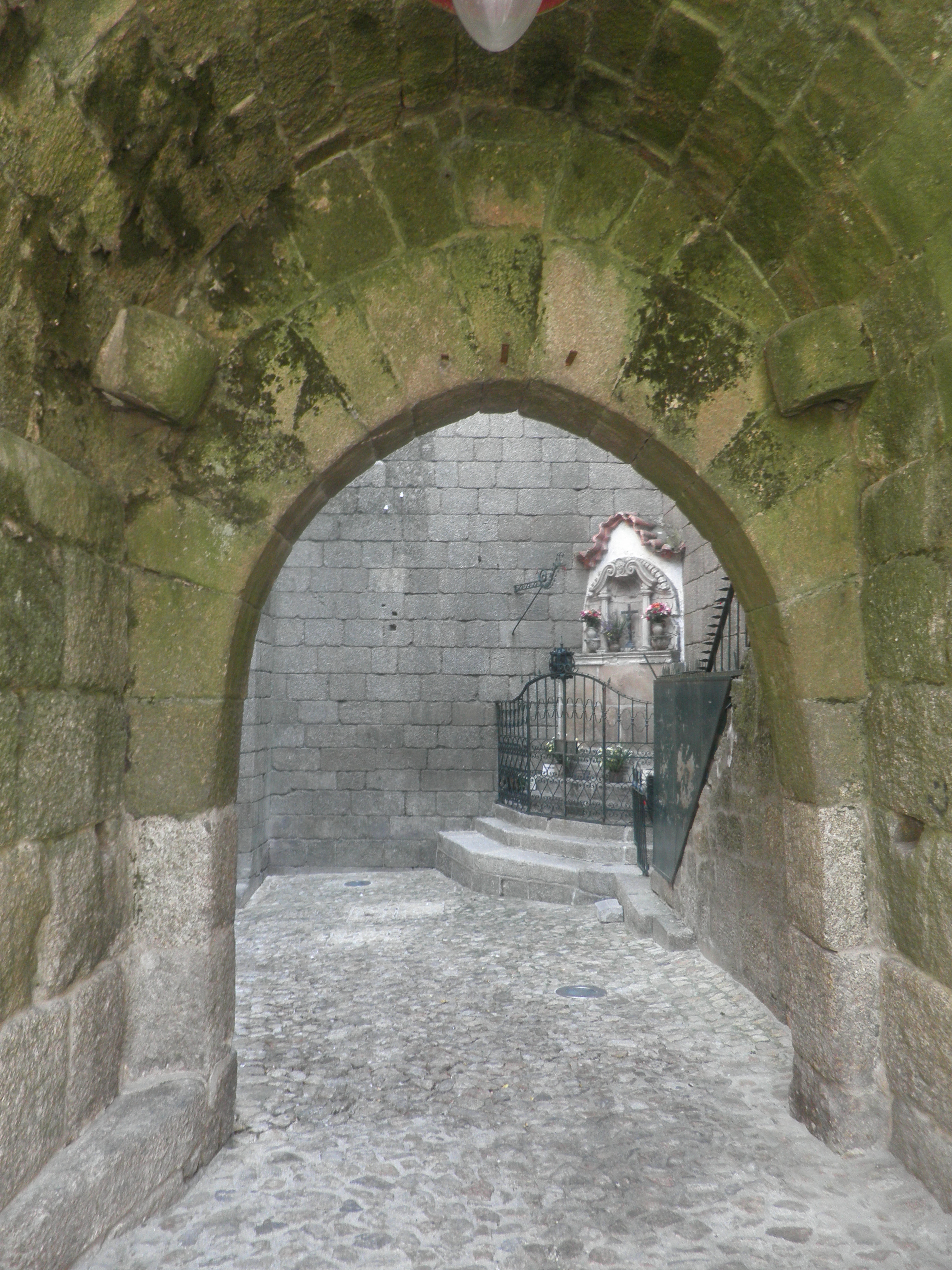
Detalle de la Torre de los Herreros (Ferreiros).
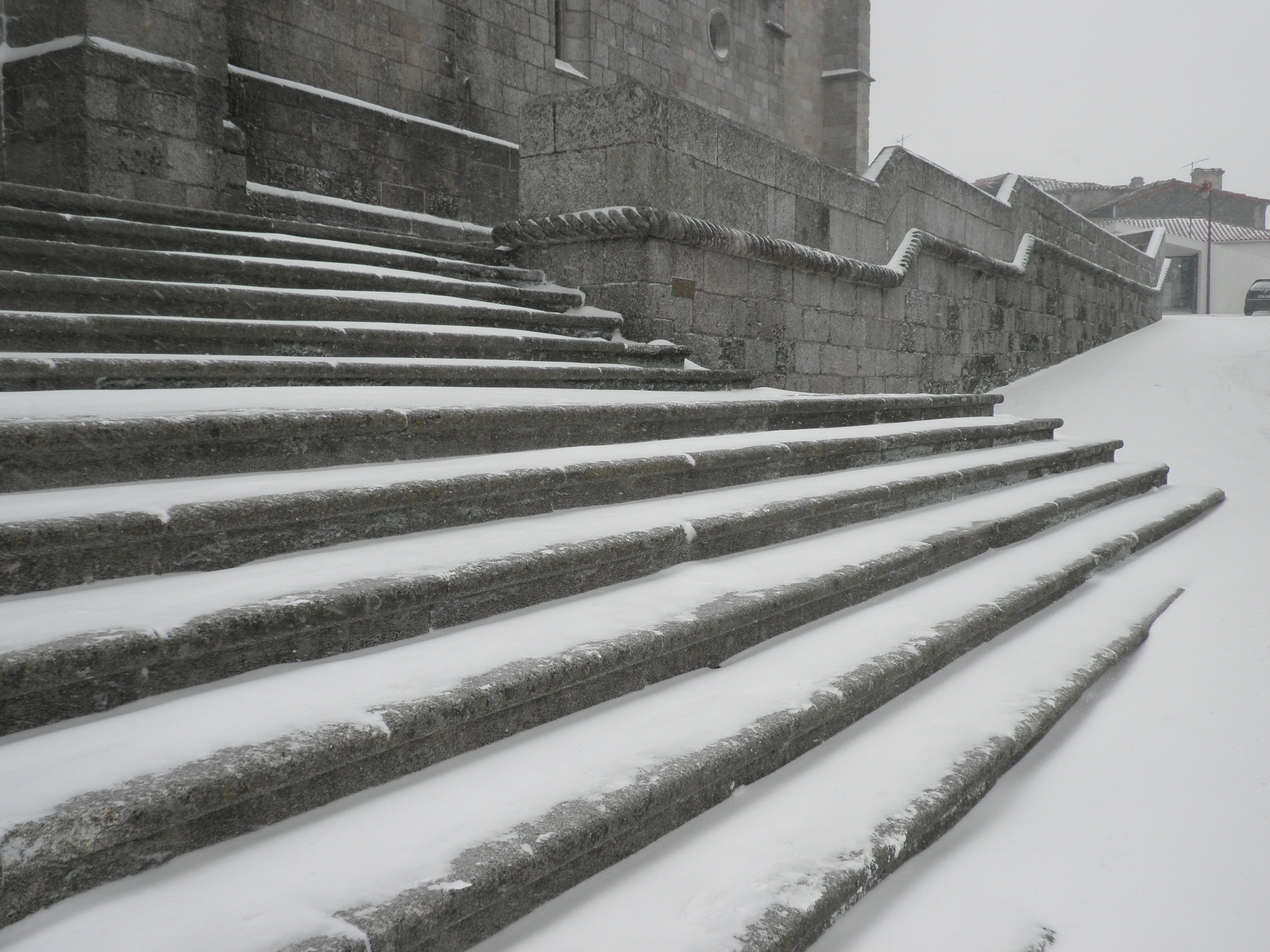
Escalera de la Catedral de Guarda cubierta de nieve.
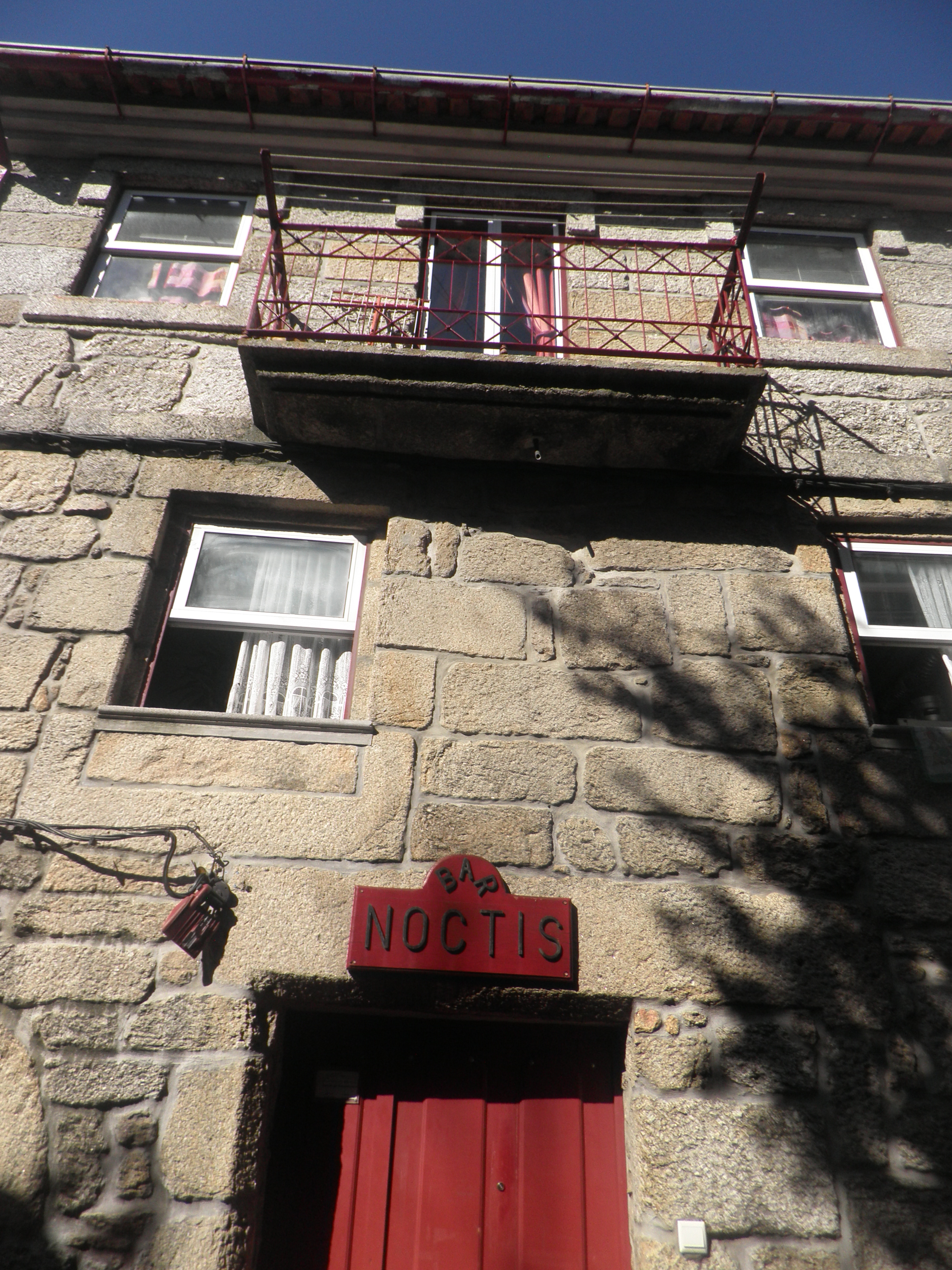
Edificio en la Calle Sancho I
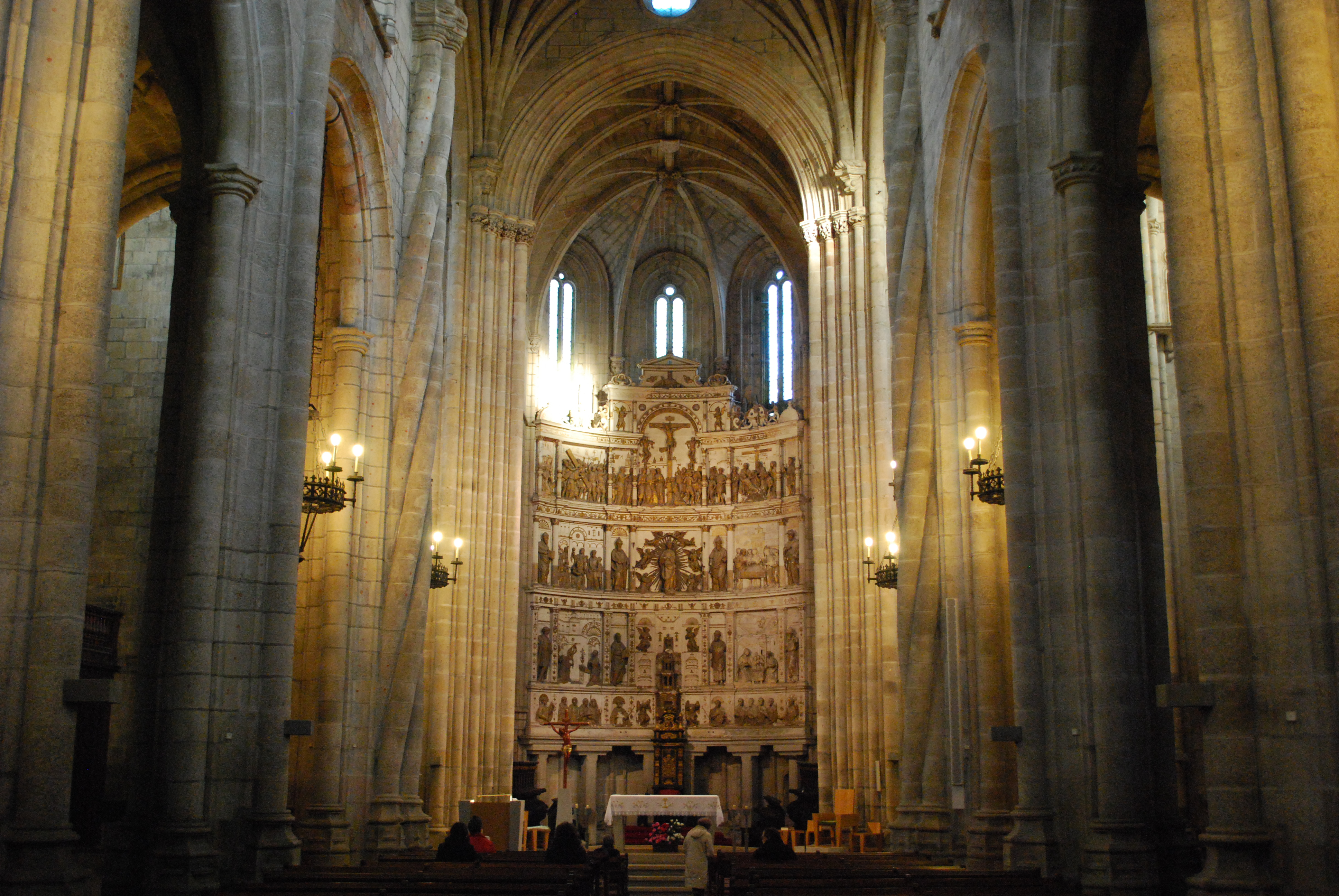
Interior de la Catedral de Guarda
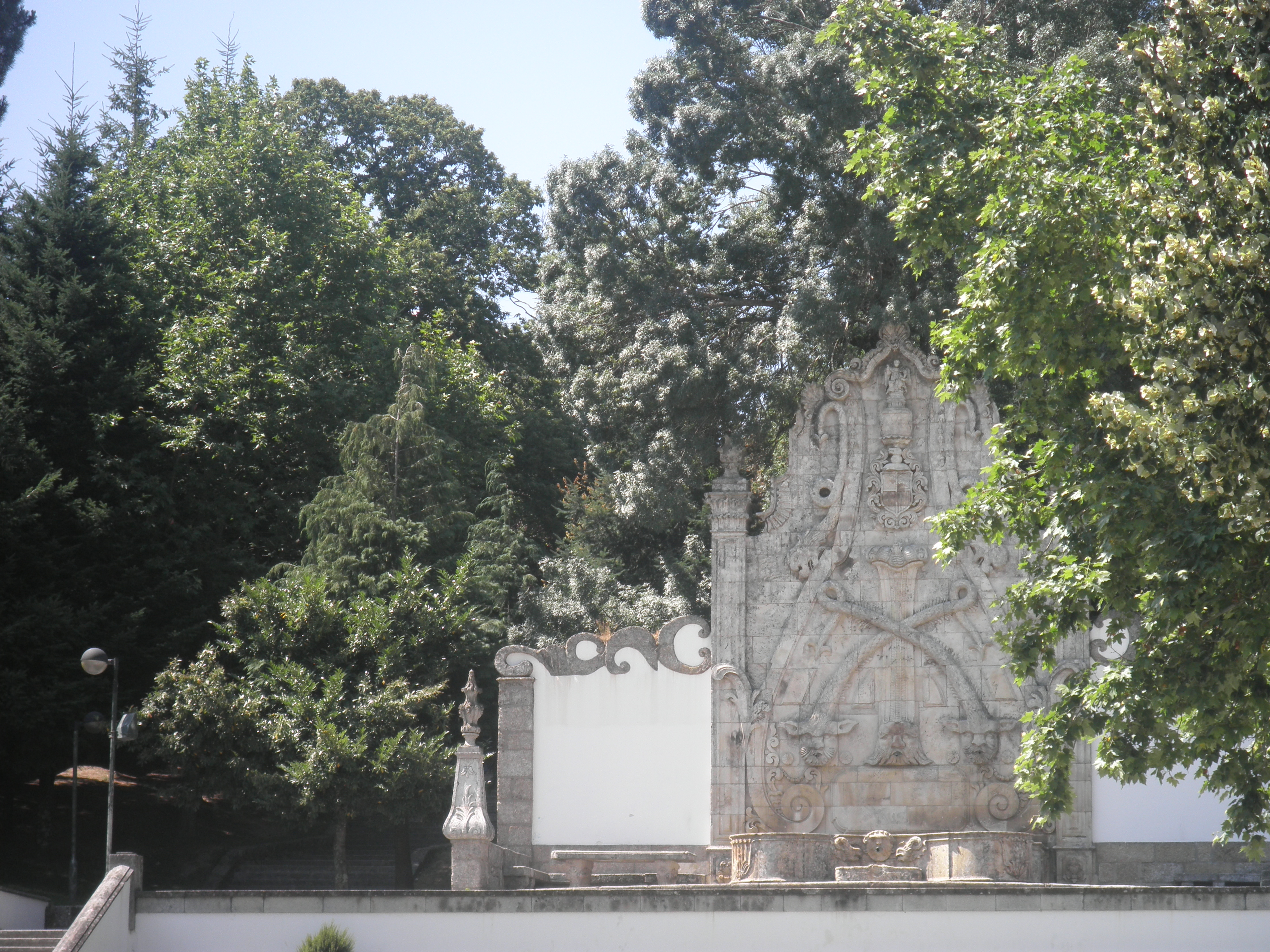
Fuente (chafariz) de la Alameda de Santo André.
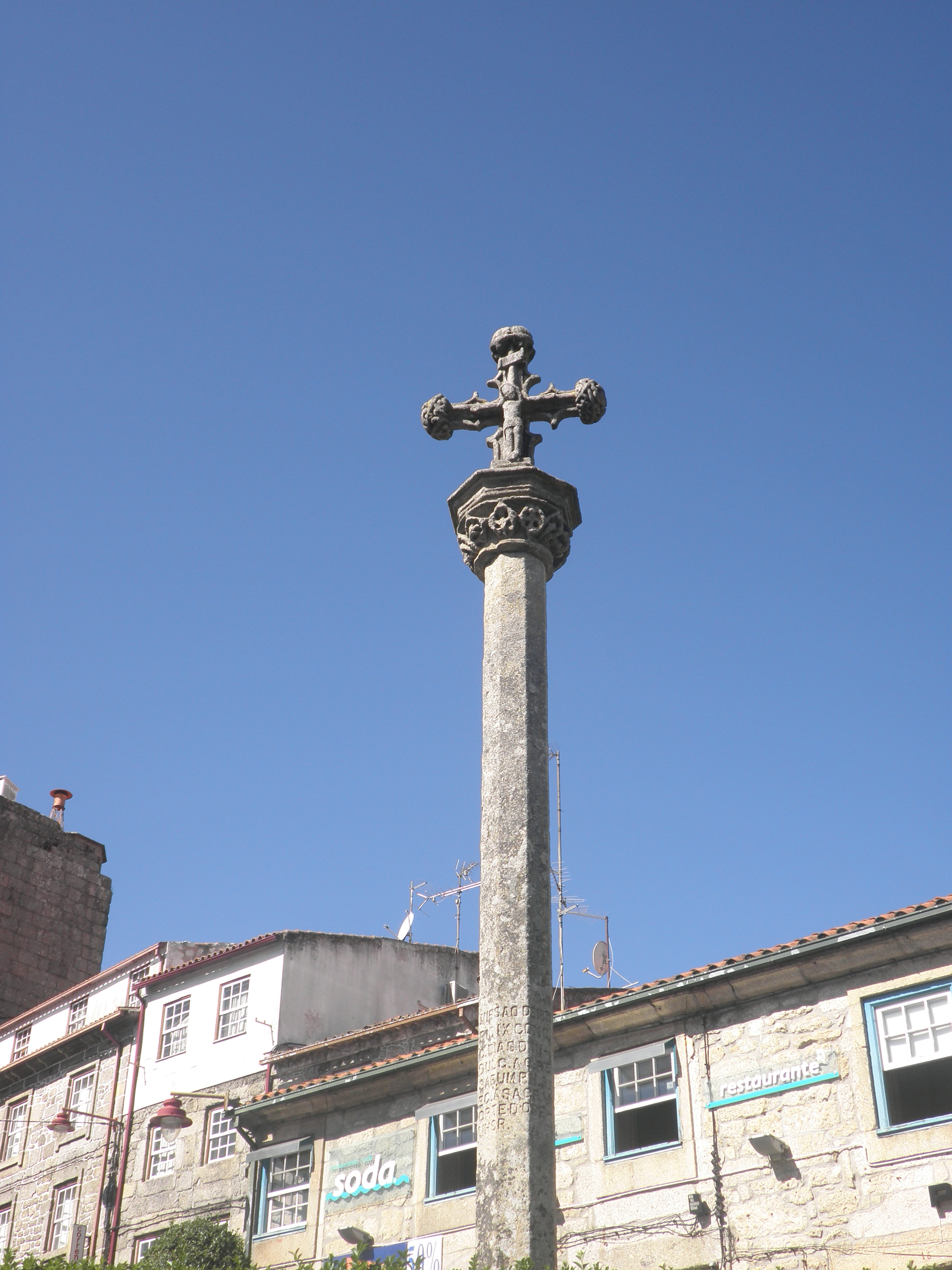
Crucero (picota), entre la Iglesia de la Misericordia y las murallas de la ciudad medieval.
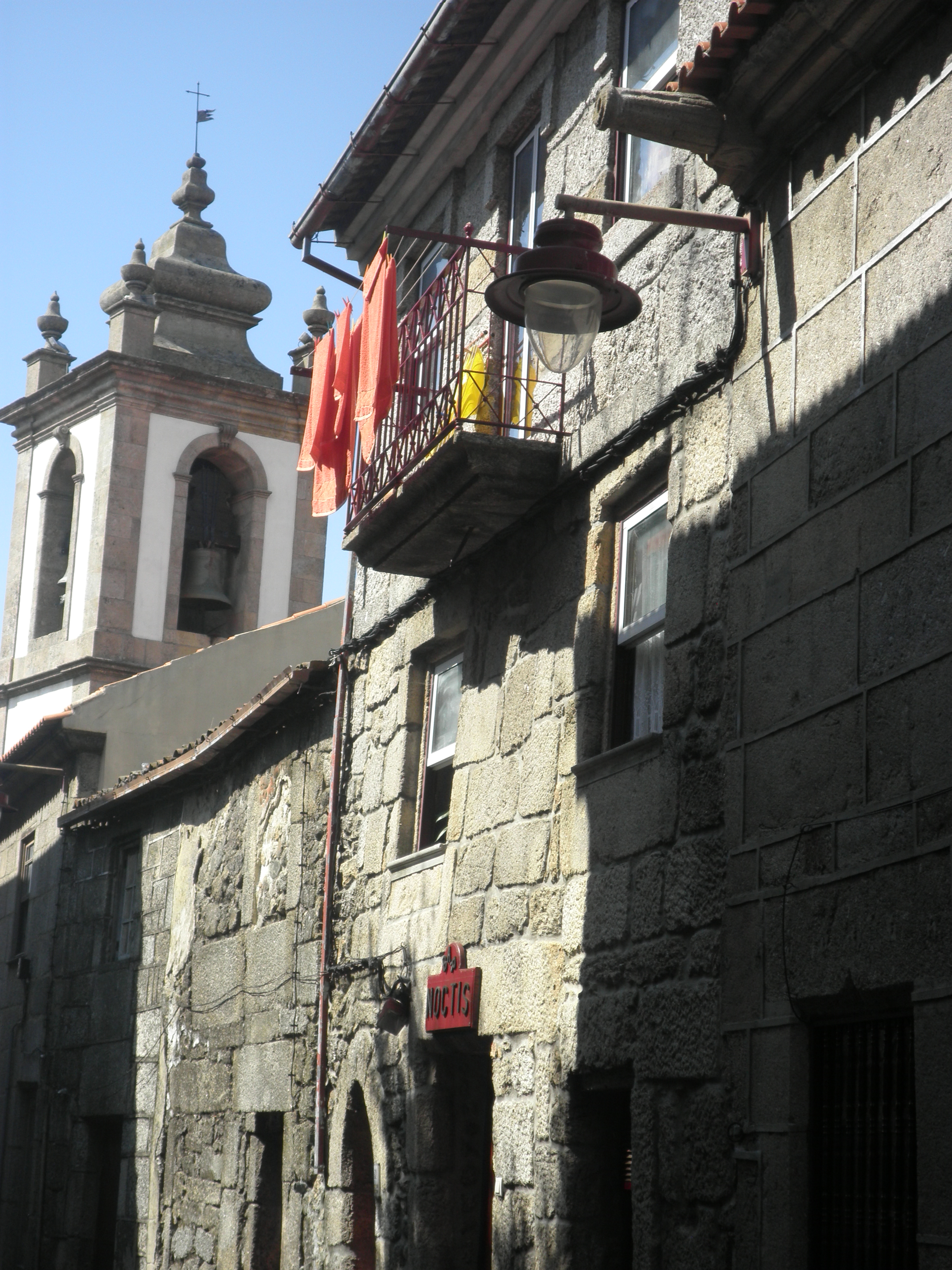
Calle medieval con la Iglesia de San Vicente al fondo.
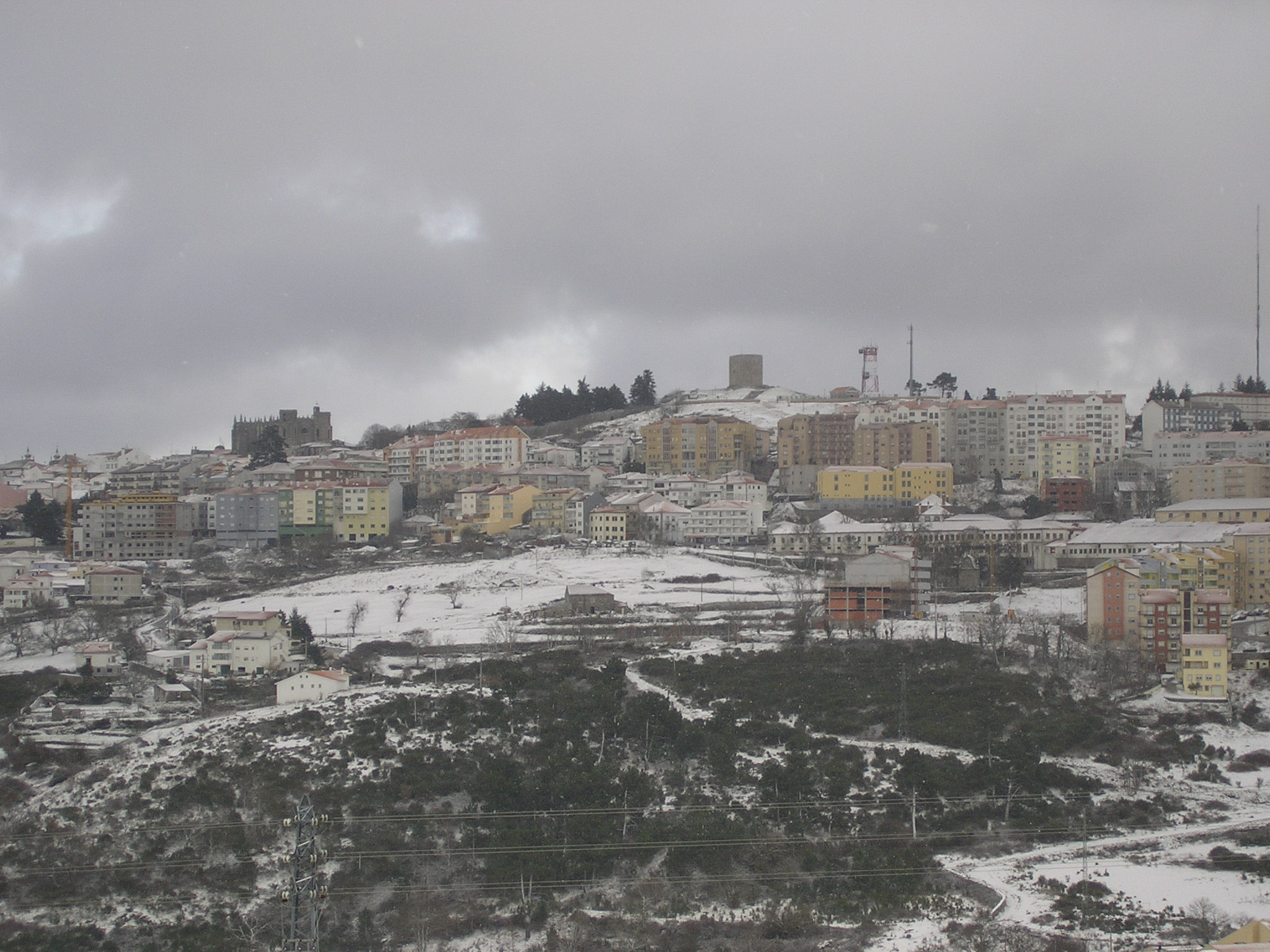
Guarda en invierno.

## Hermanamientos
- Béjar, Provincia de Salamanca, Castilla y León, España (desde el 3 de julio de 1979)[96]
- Safed, Israel (desde el 1 de agosto de 1982)[96]
- Waterbury, Connecticut, Estados Unidos (desde el 19 de enero de 1984)[96]
- Siegburg, Renania del Norte-Westfalia, Alemania (desde el 26 de mayo de 1985)[96]
- Wattrelos, Francia (desde el 8 de abril de 1990)[96]